# Danh sách nhân vật trong Fairy Tail

Chọn lọc các nhân vật chính và phụ của Fairy Tail, tính cả các thành viên của hội tiêu đề.

Bộ manga và anime Fairy Tail có sự tham gia của một dàn nhân vật đông đảo do Mashima Hiro sáng tác. Bộ truyện lấy bối cảnh chủ yếu ở Vương quốc Fiore, quốc gia nằm trong vũ trụ hư cấu Earth-land, nơi các cư dân sở hữu nhiều dạng phép thuật. Những người chuyên sử dụng phép thuật làm nghề kiếm sống được gọi là các pháp sư (魔導士 madōshi),[tập 2:193] họ gia nhập các bang hội để chia sẻ thông tin và thực hiện các nhiệm vụ có thưởng. Tuyến truyện của tác phẩm theo chân một nhóm các pháp sư từ một hội tai tiếng tên là Fairy Tail.
Những nhân vật chính gồm Natsu Dragneel (pháp sư hoạt động lâu năm trong Fairy Tail sử hữu năng lực của rồng) và Lucy Heartfilia (pháp sư tinh linh gia nhập ở đầu truyện). Ở đầu truyện, họ lập thành một đội gồm: Happy (chú mèo bay và bạn thân của Natsu); pháp sư băng thuật Gray Fullbuster; và Erza Scarlet, kỵ sĩ chuyên sử dụng nhiều vũ khí và áo giáp pháp thuật. Xuyên suốt bộ truyện, Natsu và Lucy tương tác và kết bạn với các pháp sư và bang hội ở Fiore. Họ còn chạm trán nhiều phản diện tới từ các "hắc" hội bất hợp pháp, và đặc biệt là Zeref, pháp sư cổ đại và là phản diện chính của bộ truyện.
Khi sáng tác bộ truyện, Mashima chịu ảnh hưởng bởi Toriyama Akira, J.R.R. Tolkien và Yudetamago, đồng thời dựa trên một hội ở quán bar địa phương. Anh còn sử dụng con người làm chi tiết tham khảo để thiết kế các nhân vật khác. Nhìn chung các nhân vật trong truyện được đón nhận nồng nhiệt.

## Sáng tạo và xây dựng nhân vật
Khi Mashima Hiro đang sáng tác Fairy Tail, anh có nhắc đến Toriyama Akira, J. R. R. Tolkien và Yudetamago là những nguồn ảnh hưởng đến tác phẩm. Anh xây dựng các nhân vật trong hội tiêu đề (Fairy Tail) dựa trên một quán bar mà mình ghé qua lúc bấy giờ. Anh còn xây dựng Natsu Dragneel dựa theo những năm tháng anh học sơ trung. Chứng say tàu xe của Natsu thì dựa trên một cậu bạn của anh, người bị say mỗi khi họ đi chung taxi. Anh cho biết cái chết của cha mình đã tác động đến mối quan hệ giữa Natsu và rồng Igneel.
Del Rey Manga (nhà xuất bản đầu tiên của Fairy Tail ở Bắc Mỹ) giải thích rằng Mashima đã cung cấp cho họ cách viết tiếng Anh chính thức của "gần như toàn bộ" các nhân vật trong bộ truyện.[tập 2:translation notes] Khi Funimation Entertainment giành được giấy phép phát hành bộ anime Fairy Tail ở Bắc Mỹ, Mashima lo ngại về giọng của nam diễn viên Todd Haberkorn vì nhân vật Natsu la hét rất nhiều trong suốt bộ truyện. Tyler Walker (giám đốc lồng tiếng cho bản chuyển thể của Funimation) tiết lộ rằng có một loại "trà Fairy Tail" mà các diễn viên lồng tiếng uống sau mỗi buổi ghi âm để bảo vệ giọng của họ. Walker ví Fairy Tail với loạt phim Scooby-Doo: "truyện sở hữu một nhóm nhân vật chủ chốt, với một hay đôi khi là hai con vật biết nói...họ đi du ngoạn theo từng tập...bạn biết đấy, chúng tôi từng thấy những chuyện như vậy trước kia khi mà bằng cách nào đó nhóm chủ chốt được liên kết để trải qua hết cuộc phiêu lưu này đến cuộc phiêu lưu khác".

## Fairy Tail
Bộ truyện chú trọng vào hội tiêu đề Fairy Tail (妖精の尻尾 Fearī Teiru), khi các nhân vật chính tập hợp những đồng đội để tạo nên tổ đội được xem là mạnh nhất hội nhờ sức mạnh pháp thuật cao cường và phối hợp đồng đội ăn ý.[ch. 22] Lúc đầu tổ đội gồm Lucy Heartfilia, Natsu Dragneel và Happy theo đề xuất của tinh linh Plue ngay sau khi Lucy được ghi danh vào hội,[ch. 4] và sau đó tổ đội kết nạp thêm Gray Fullbuster và Erza Scarlet sau một số lần họ làm chung nhiệm vụ.[ch. 69] Wendy Marvell và Carla cũng được xem là các thành viên trong tổ đội.

### Natsu Dragneel
Lồng tiếng bởi: Kakihara Tetsuya, MAKO (nhí) (tiếng Nhật), Hoàng Sơn, Quang Tuyên (tiếng Việt), Todd Haberkorn, Luci Christian (nhí) (tiếng Anh)
Natsu Dragneel (ナツ・ドラグニル Natsu Doraguniru) là nhân vật chính của bộ truyện. Cậu được nuôi lớn từ nhỏ bởi rồng Igneel để trở thành một Sát Long Nhân (滅竜魔導士 (Diệt Long Ma đạo sĩ) Doragon Sureiyā), tức một pháp sư sở hữu đặc tính và năng lực của rồng để đấu với rồng. Nhờ sử dụng Hỏa Sát Long Thuật (火の滅竜魔法 Hi no Metsurū Mahō), Natsu miễn nhiễm với lửa và có thể hấp thụ chúng để thực hiện những đòn tấn công, kể cả thở ra lửa và để lửa bao bọc bất kì bộ phận nào trên cơ thể khi tấn công; tuy nhiên, cậu mắc chứng say tàu xe nên chẳng đi được bất cứ phương tiện nào.[ch. 1] Sau khi Igneel mất tích vào ngày 7 tháng 7 năm X777, Natsu tìm kiếm con rồng rồi sau được mời vào hội Fairy Tail, nơi mà cậu về sau trở thành một trong những thành viên phá hoại nhiều nhất hội với biệt hiệu "Salamander" (火竜 Saramandā).[ch. 2] Sau đó, Natsu được tiết lộ rằng cậu là một con quỷ với tên đầy đủ là "Etherious Natsu Dragneel" (E.N.D.); cậu được anh trai mình là Zeref Dragneel gửi từ quá khứ 400 năm trước, như một phần của âm mưu lấy mạng chính Zeref và ác long Acnologia.[ch. 465]

### Lucy Heartfilia
Lồng tiếng bởi: Hirano Aya (tiếng Nhật), Cherami Leigh (tiếng Anh)
Lucy Heartfilia (ルーシィ・ハートフィリア Rūshii Hātofiria) là nhân vật nữ chính của bộ truyện. Cô là thiếu nữ 17 tuổi, con gái của gia tộc giàu có Heartfilia và bắt đầu chuyến hành trình gia nhập Fairy Tail, rồi cô được toại nguyện sau khi Natsu Dragneel giải cứu cô khỏi một tên buôn nô lệ giả làm thành viên của Fairy Tail dưới biệt hiệu "Salamander".[ch. 1] Cô thực hiện các nhiệm vụ có thưởng của hội cùng Natsu và Happy để trả góp tiền thuê nhà tại Magnolia,[ch. 4] và thường nổi cáu khi các đồng đội vô tình làm bớt đi giá trị phần thưởng bởi những trò hề phá hoại của họ.[ch. 70] Cô còn là một tiểu thuyết gia tham vọng, về sau cô đã xuất bản cuốn tiểu thuyết đầu tay dựa trên những trải nghiệm của chính mình trong hội ở cuối bộ truyện.[ch. 9,545] Trong vai trò pháp sư tinh linh (星霊魔導士 seirei madōshi), cô sử dụng các chìa khóa phép thuật để triệu hồi các tinh linh hoàng đạo, rồi cô thu thập được 10/12 chiếc chìa khóa hiếm để triệu hồi những tinh linh hoàng đạo quyền năng ở giai đoạn sau của bộ truyện. Cô còn thành thạo dùng roi trong chiến đấu bên cạnh các tinh linh,[ch. 115] và sau đấy đạt đến pháp lực mặc trang phục phép thuật Tinh Phục (星霊衣 Sutā Doresu), giúp cô tiếp cận trực tiếp với sức mạnh của các tinh linh.[ch. 422]

### Happy
Lồng tiếng bởi: Kugimiya Rie (tiếng Nhật), Kim Ngọc (tiếng Việt), Tia Ballard (tiếng Anh)
Happy (ハッピー Happī) là chú mèo hình người 6 tuổi màu xanh lam, bạn thân và cộng sự duy nhất của Natsu Dragneel ở đầu truyện.[ch. 1] Nhờ sử dụng pháp lực gọi là Aera (翼 Ēra), Happy có thể biến hình thành một chú mèo có cánh và bay với tốc độ cao.[ch. 1,17] Cậu sử dụng dạng biến hình này để chở Natsu trên không, và là cách duy nhất để Natsu di chuyển mà không bị say tàu xe.[ch. 3] Trước khi bắt đầu bộ truyện, Happy chào đời từ một quả trứng mà Natsu và Lisanna tìm được, họ đặt tên cho cậu là "Happy" sau khi sự kiện cậu chào đời đã giúp hòa giải một cuộc tranh cãi bởi phần còn lại của hội.[tập 15:omake] Cuối cùng, Happy phát hiện gốc gác của mình là giống loài Exceed từ Edolas,[ch. 178] cậu bị tách khỏi cha mẹ là Lucky (ラッキー Rakkī) và Marl (マール Māru) trước khi chào đời vì nữ vương Edolas lên kế hoạch sơ tán 100 đứa bé Exceed đến Earth-land trước khi vương quốc bị hủy diệt.[ch. 177,198]

### Gray Fullbuster
Lồng tiếng bởi: Nakamura Yuichi, Kitamura Eri (nhí) (tiếng Nhật), Minh Vũ (tiếng Việt), Newton Pittman, Ryan Reynolds (nhí) (tiếng Anh)
Gray Fullbuster (グレイ・フルバスター Gurei Furubasutā) là một pháp sư băng thuật 18 tuổi, bằng hữu với Natsu vì hai người có những điểm tương đồng về cá tính và  yếu tố phép thuật.[ch. 10] Là một đứa trẻ mồ côi 8 tuổi do quê hương bị quỷ Etherious Deliora (デリオラ Deriora) hủy hoại, Gray được Ur nhận làm đệ tử và được dạy phép Tạo hình băng, tức Ice Make (氷の造形魔法 Aisu Meiku), loại phép ngay lập tức tạo ra băng dưới dạng bất kì vũ khí hay vật thể nào mà cậu tưởng tượng tượng ra;[ch. 21] trong quá trình huấn luyện để chịu đựng nhiệt độ lạnh, cậu cũng có thói quen cởi bỏ quần áo trong tiềm thức (chi tiết dựa trên chính thói quen đời tư của Mashima). Cậu gia nhập Fairy Tail sau khi Ur hi sinh bản thân để cứu mạng cậu khi cậu liều lĩnh tìm cách tiêu diệt Deliora. Ở phần sau bộ truyện, Gray thừa hưởng Băng Quỷ Sát thuật (氷の滅悪魔法 Kōri no Metsuaku Mahō) từ người cha Silver, trở thành Sát Quỷ Nhân (滅悪魔導士 (Sát Quỷ Ma đạo sĩ) Debiru Sureiyā) nhằm thực hiện di nguyện tiêu diệt E.N.D của Silver. Do tác động biến chất của pháp lực diệt quỷ mà Gray bị buộc phải chiến đấu bất đắc dĩ với Natsu sau khi phát hiện danh tính của bạn mình là E.N.D.,[ch. 449,450] nhưng sau cùng cậu sử dụng sức mạnh của mình để giúp Natsu loại bỏ đặc tính của Etherious để bạn mình có thể sống bình thường dưới hình hài con người.[ch. 538]

### Erza Scarlet
Lồng tiếng bởi: Ohara Sayaka, Ninomiya Aiko (nhí) (tiếng Nhật), Thùy Tiên (tiếng Việt), Colleen Clinkenbeard (tiếng Anh)
Erza Scarlet (エルザ・スカーレット Eruza Sukāretto) là một nữ kiếm sĩ cấp S 19 tuổi của Fairy Tail, sở hữu biệt hiệu "Titania" (妖精女王 Titānia) vì nổi danh là nữ pháp sư mạnh nhất của hội,[ch. 14] chi tiết liên hệ tới Nữ chúa tiên từ tác phẩm A Midsummer Night's Dream.[tập 3:192] Cô sử dụng phép thuật có tên gọi "The Knight" (騎士 (Kiếm sĩ) Za Naito) để ngay lập tức "hoán phục" (換装 kansō)—thay đổi và trang bị—nhiều loại vũ khí và áo giáp giúp thay đổi sức mạnh và pháp lực vốn đã cao cường của cô.[ch. 14] Do bị mẹ mình là Irene Belserion bỏ rơi lúc còn nhỏ,[ch. 519] Erza bị bắt làm nô lệ tại Tháp Thiên Đường và kết bạn với Jellal Fernandes, và cậu đặt cho cô họ "Scarlet" dựa theo mái tóc đỏ của cô.[ch. 77,163] Cô lần đầu kích hoạt sức mạnh pháp thuật của mình trong lúc dẫn dắt một cuộc nổi dậy của nô lệ, rồi bị Jellal (lúc ấy đang bị tẩy não) phản bội và buộc phải một mình trốn khỏi Tháp Thiên Đường.[ch. 81,82] Những trải nghiệm ấy đưa cô đến Fairy Tail và trở thành một nữ chiến binh kỷ luật, nghiêm túc song giàu lòng trắc ẩn; cô làm quyền hội trưởng thứ 7 do Makarov Dreyar vắng mặt khi hội được tái lập một năm sau khi Tartaros tan rã. Xuyên suốt bộ truyện Fairy Tail, Erza ngày một yêu mến bạn bè hơn trong những chuyến phiêu lưu của họ.[ch. 104,438]
Nhân vật được đặt tên theo Eru, một nhân vật từ bộ yomikiri manga Fairy Tale của Mashima (được xây dựng thành thí điểm của Fairy Tail).[tập 2:190] Lúc đầu Mashima định thiết kế để cô chảy lệ từ một bên mắt do khiếm khuyết mắt nhân tạo, song sau cùng anh đã bỏ chi tiết này sau khi vô tình vẽ nhiều cảnh Erza chảy lệ từ cả hai mắt.[tập 12:199] Anh còn chia sẻ rằng mình thường quên hình dạng áo giáp của Erza nên thay đổi thiết kế mỗi lần cô xuất hiện.[tập 18:187]

### Wendy Marvell
Lồng tiếng bởi: Satō Satomi (tiếng Nhật), Thu Hiền (tiếng Việt), Brittney Karbowski (tiếng Anh)
Wendy Marvell (ウェンディ・マーベル Wendi Māberu) là một Sát Long Nhân nhí được rồng Grandeeney (グランディーネ Gurandīne, also "Grandine") thu nhận và nuôi dạy, sử dụng Thiên Sát Long Thuật (天空の滅竜魔法 Tenkū no Metsuryū Mahō), loại phép lấy sức mạnh từ khí trong lành để chữa các bệnh và vết thương của người khác,[ch. 135] và có thể tạm thời làm giảm chứng say tàu xe của Sát Long Nhân.[ch. 144] Cùng với Natsu, cô bé nằm trong nhóm Sát Long Nhân nhí được gửi từ quá khứ 400 năm trước bằng Nhật Thực để đối đầu với Acnologia.[ch. 465] Sau khi nhóm Sát Long Nhân nhí bị phân tán khắp nơi, Wendy đi khắp thế giới cùng Mystogan rồi cô bị anh bỏ lại tại hội Cait Shelter (化猫の宿 Ketto Sherutā), nơi cô bé được gọi là "Thiên Long" (天竜 Tenryū) và "Thiên không vu nữ" (天空の巫女 Tenkū no Miko).[ch. 135] 7 năm sau, Wendy đại diện cho hội để liên minh với Fairy Tail, Blue Pegasus và Lamia Scale nhằm chống lại hắc hội Oración Seis.[ch. 132] Sau khi Seis bị đánh bại, Wendy phát hiện sự thật rằng hội của cô là một ảo ảnh do hội trưởng, vị linh hồn già Robaul (ローバウル Rōbauru) tạo ra để chăm sóc cô; tiếp đó cô rời đi để gia nhập Fairy Tail sau khi hội cũ của cô biến mất.[ch. 164] Wendy ngưỡng mộ và xem Natsu như một người anh trai,[ch. 423] cô bé được cậu truyền cảm hứng để sử dụng những chức năng chiến đấu bằng phép của mình, gồm điều khiển gió, tăng cường pháp lực của cô và đồng minh nhờ bùa chú.[ch. 376]
Mashima thiết kế Wendy thành một bé gái 12 tuổi sau khi một nhân viên trong đội sáng tác của ông bình luận rằng "chưa xuất hiện" các bé gái trong bộ truyện và lưu ý độ nổi tiếng của nhân vật trước các phụ tá của anh.[tập 16:185] Nguyên mẫu mà Mashima định dành cho cô là "Thủy Long" dựa trên tiếng Nhật của từ Thứ Tư (水曜日 Suiyōbi, nghĩa đen là "Ngày Nước").[tập 27:184]

### Carla
Lồng tiếng bởi: Horie Yui (tiếng Nhật), Jad Saxton (tiếng Anh)
Carla là một sinh vật Exceed 6 tuổi và có lông màu trắng, là cộng sự và người chăm sóc Wendy Marvell;[ch. 133,145] tên cô bé là Charles (シャルル Sharuru) trong tiếng Nhật (phát âm là "Charle" trong phụ đề của Funimation), sau đổi thành "Carla" ở những quốc gia mà độc giả sử dụng tên nam là "Charles".[tập 27:184] Nhiều năm trước khi có mặt trong bộ truyện, cô bị sơ tán tới Earth-land trong hình hài một quả trứng cùng với Happy và 98 Exceed khác chưa chào đời, khi mẹ cô là Chagot (nữ vương Exceed) có linh cảm rằng vương quốc của họ sắp bị diệt vong; nhằm ngăn sự hoảng loạn, nữ vương che giấu cuộc sơ tán và nói dối là nhiệm vụ đi tiêu diệt Sát Long Nhân.[ch. 198] Carla chào đời với sức mạnh linh cảm vô thức thừa hưởng từ mẹ mình, làm cô bé hiểu nhầm lời nói dối của Chagot là sứ mệnh của mình;[ch. 198] mặc dù vậy, Carla lại quyết định bảo vệ Wendy. Mặc dù khó chịu khi Happy chẳng hay biết gì về sứ mệnh của mình, Carla đã thay đổi suy nghĩ sau khi Happy phớt lờ mệnh lệnh của các Exceed.[ch. 165,169,177] Chung cuộc, sau khi nhận ra năng lực linh cảm của mình, Carla tập khống chế những viễn cảnh một cách có ý thức và trong một năm hoạt động với Lamia Scale, cô bé đã lấy được dạng nhân hình để trau dồi thêm sức mạnh của mình.[ch. 198,201,421]

### Hội trưởng

#### Mavis Vermillion
Lồng tiếng bởi: Noto Mamiko (tiếng Nhật), Leah Clark (tiếng Anh)
Mavis Vermillion (メイビス・ヴァーミリオン Meibisu Vāmirion) là hội trưởng đầu tiên và người sáng lập Fairy Tail,[ch. 203] mang biệt hiệu "Quân sư Tiên tử" (妖精軍師 Yōsei Gunshi) vì là một thần đồng sở hữu kĩ năng quân sự và pháp lực ảo ảnh bậc thầy.[ch. 255] Mavis còn nắm giữ kiến thức về Tam Đại Tiên Thuật (妖精三大魔法 Yōsei San Dai Mahō), tức bộ ba phép thuật mà chỉ các thành viên trong hội của cô mới dùng được;[ch. 233] chúng gồm có  Luật Tiên (Fairy Law), Hào Quang Tiên Tử (妖精の輝き Fearī Gurittā)—đòn tấn công tiêu diệt bất kì kẻ thù nào,[ch. 232] và Tiên Cầu (妖精の球 Fearī Sufia),—một trường lực không thể xuyên thủng có tác dụng tạm ngừng thời gian sinh học với những ai bên trong.[ch. 255] Sau đấy cô được tiết lộ là sở hữu chung lời nguyền bất tử và cướp đi sinh mệnh giống như phản diện Zeref Dragneel (người bạn và tình nhân cũ của cô), làm cho cô chẳng thể lớn lên về mặt thể chất và giữ mãi hình hài cô bé 13 tuổi,[ch. 449] song vẫn duy trì sinh lý của phụ nữ trưởng thành lúc cuối đời.[ch. 526]
Từ nhỏ do bị một hội trưởng hà khắc nuôi dưỡng trên Đảo Sirius và bị ông ta tước mất giày, Mavis dần hình thành thói quen đi chân trần. Ở tuổi 13, cô gặp một nhóm thợ săn kho báu, rồi về sau họ và cô trở thành những người đồng sáng lập Fairy Tail. Khi đang đồng hành cùng họ để truy tìm cổ vật bị mất cắp, Mavis kết bạn với một người đi lang thang tên Zeref; anh đã dạy cho cô một phép thuật nguyên mẫu bị cấm của Luật Tiên, từ đó kích hoạt lời nguyền lên cô khi cô làm phép để cứu mạng bạn bè.[ch. 449] 11 năm sau, Mavis tiếp tục đồng cảm với Zeref và phải lòng anh, khiến lời nguyền của Zeref vô tình đưa cô vào trạng thái ngủ đông sau một thời gian ngắn họ thân mật, dẫn đến việc cô thụ thai một bé trai tên August.[ch. 450,526] Cơ thể cô được bảo quản trong một tinh thể lacrima bên dưới đại sảnh Fairy Tail, nơi nó tạo ra một nguồn ma thuật vô hạn được gọi là Trái Tim Tiên Tử (妖精の心臓 Fearī Hāto),[ch. 451] hay mật danh là Lumen Histoire (ルーメン・イストワール Rūmen Isutowāru),[ch. 258] do Precht Gaebolg dựng một ngôi mộ giả trên Đảo Sirius để che giấu bí mật này.[ch. 203] Sau đấy Mavis xuất hiện dưới dạng xuất hồn mà chỉ có những người có xăm biểu trưng của Fairy Tail mới nhìn và nghe được.[ch. 268] Sau cùng cô được hồi sinh do khối tinh thể cất giữ cô bị phá hủy để đối đầu trực tiếp với Zeref; Mavis đã gỡ bỏ lời nguyền chung của họ bằng cách chấp nhận tình cảm vừa yêu vừa ghét dành cho anh, làm tước đi sinh mạng của cả hai.[ch. 489,537] Một năm sau, một cô bé có ngoại hình giống Mavis tên Mio (ミオ) xuất hiện và gặp một cậu bé tên Alios (sở hữu ngoại hình giống Zeref).[ch. 545]
Hoàn cảnh ra đời Mavis nằm trong số những ý tưởng đầu tiên của bộ truyện.[tập 31:195] Mashima xây dựng cô là một nhân vật nam trưởng thành, sau đổi cô thành thiếu nữ sau khi được biết "Mavis" là tên của con gái. Anh còn mở rộng tuyến truyện của nhân vật bởi "độ nổi tiếng hoành tráng" của cô, anh cho biết mình "chẳng biết" là cô lại nổi tiếng đến thế.[tập 32:191] Mashima chia sẻ rằng nhiều độc giả bất ngờ trước quan hệ của Mavis và Zeref, dẫu cho anh đã thai nghén từ "khá lâu" trước khi tiết lộ nó.[tập 53:189] Anh định vẽ một cảnh hôn chi tiết giữa hai nhân vật, song do lo ngại về ngoại hình của Mavis mà anh quyết định miêu tả cảnh ấy theo hình bóng nhằm thể hiện "đẹp và gây ấn tượng hơn".[tập 53:189]

#### Precht Gaebolg
Lồng tiếng bởi: Hirose Masashi (2010–2014), Aoyama Yutaka (2015–nay) (tiếng Nhật), John Swasey (tiếng Anh)
Precht Gaebolg (プレヒト・ゲイボルグ Purehito Geiborugu), chủ yếu được biết đến với bí danh Hades (ハデス Hadesu),[ch. 214] là một trong những người sáng lập Fairy Tail và hội trưởng của Grimoire Heart. Tên chính của ông dựa trên tên một học giả văn học,[tập 27:184] còn họ của ông đến từ ngọn giáo thần thoại Gáe Bolg của Ireland.[tập 53:194] Sau khi kế nhiệm Mavis Vermillion làm hội trưởng đời thứ hai vì Zeref Dragneel làm cô rơi vào tình trạng ngủ đông, Precht dần bị tà thuật mê hoặc khi cố hồi sinh Mavis và vô tình tạo ra Trái Tim Tiên Tử,[ch. 451] qua đó thành động cơ để ông tiến hành khám phá nguồn gốc của sức mạnh phép thuật.[ch. 215] Sau khi truy được nguồn gốc về Zeref, ông trở nên ám ảnh với tính nết lập dị của mình và lập ra Grimoire Heart, quyết tâm đánh thức sức mạnh chưa thức tỉnh của Zeref để đạt được mục tiêu của mình.[ch. 249] Hades thực hiện những phép thuật cao cường như Luật Grimoire (悪魔の法律 Gurimoa Rō)—bản hắc ám theo Luật Tiên của Makarov Dreyar,[ch. 214] và Mắt Quỷ (悪魔の眼 Akuma no Me) nhân tạo phía dưới miếng che mắt của mình, giúp ông tiệm cận sức mạnh hắc ám lớn hơn nữa mà Zeref đã khai mở.[ch. 247] Phép thuật đặc trưng của ông là tạo ra các chuỗi xích từ tay để tóm lấy và ném đối phương.[ch. 214] Nhờ sử dụng "trái tim" cơ học dựa trên khí cầu của hội (và dựa trên kiến thức của mình về Trái Tim Tiên Tử),[tập 53:189] Hades áp đảo các đòn đánh của Fairy Tail rồi trái tim bị Happy và Carla tiêu hủy.[ch. 248] Ông ta được Makarov tha mạng sau khi nhận thất bại, song bị Zeref lấy mạng ngay sau khi ông triệu hồi Acnologia.[ch. 250]

#### Makarov Dreyar
Lồng tiếng bởi: Tsuji Shinpachi (tiếng Nhật), R. Bruce Elliott (tiếng Anh)
Makarov Dreyar (マカロフ・ドレアー Makarofu Doreā) là con trai của đồng sáng lập hội Yuri Dreyar (ユーリ・ドレアー Yūri Doreā) và nắm giữ chức hội trưởng đời thứ 3 và đương nhiệm của hội Fairy Tail xuyên suốt bộ truyện; Mashima nghĩ ra tên nhân vật vì anh muốn nghe nó giống tiếng Nga.[tập 2] Nhân vật là một ông lão nhỏ con, được liệt vào hàng ngũ Thập Thánh Pháp Sư (聖十大魔導 Seiten Daimadō), tức danh hiệu mà Hội đồng pháp thuật trao cho những nhân vật sở hữu các kĩ năng và sức mạnh pháp thuật mạnh nhất so với bất kì pháp sư nào trên lục địa Ishgal.[ch. 47] Ông có kiến thức về nhiều loại phép thuật, kể cả pháp lực làm tăng kích thước đáng kể nhờ sử dụng phép thuật Khổng Lồ (巨人 Jaianto).[ch. 28] Ông được xem như một người cha nội trông coi các thành viên trong hội mình như con cháu của ông,[ch. 50] mặc dù những vấn đề mà chúng gây ra làm ông phải hứng chịu điều tiếng trước hội đồng.[ch. 2] Điều đáng tiếc là Makarov không thể tìm được người kế nhiệm chức hội trưởng dài hạn,[ch. 69] do đó ông lần lượt nắm chức hội trưởng đời thứ 6 và thứ 8 sau Gildarts Clive và Erza Scarlet.[ch. 259,448] Cuối cùng ông hi sinh mạng sống để tiêu diệt đội quân của Đế quốc Alvarez nhờ sử dụng kĩ thuật tối thượng Luật Tiên (妖精の法律 Fearī Rō), loại phép làm giảm tuổi thọ của người thi triển nhằm tiêu diệt bất kì ai mà họ xem là kẻ thù và không hề làm hại các đồng minh của họ,[ch. 66,505] mặc dù vậy sau đấy Mavis Vermillion hồi sinh ông sau khi cô mất.[ch. 537,545]

### Pháp sư cấp S
Pháp sư cấp S (S級魔導士 Esu-kyū madōshi) của Fairy Tail là những thành viên được hội trưởng công nhận có thứ hạng cao nhất nếu xếp theo các tiêu chí sức mạnh, kỹ năng và niềm tin của họ.[ch. 201] Erza Scarlet (một trong những nhân vật chính) nắm giữ cấp S ngay đầu bộ truyện.[ch. 24] Mashima cho biết từ "S" là viết tắt của các từ tiếng Anh như "super", "special" hay cụm từ tiếng Nhật "Soreya yabai zo!!" (それやヤバイぞ!! "Soreya yabai zo!!", "Nguy hiểm lắm đó!!").[tập 4:189]

#### Mirajane Strauss
Lồng tiếng bởi: Ono Ryōko (tiếng Nhật), Monica Rial (tiếng Anh)
Mirajane Strauss (ミラジェーン・ストラウス Mirajēn Sutorausu) là hầu gái và quản lý của hội,[ch. 2] ngoài ra còn làm người mẫu ảnh cho tạp chí hư cấu Weekly Sorcerer (週刊ソーサラー Shūkan Sōsarā).[ch. 1] Với danh xưng "Nữ Quỷ" (魔人 Majin), Mirajane là chị cả của Lisanna và Elfman; ba người sử dụng loại phép có nhiều dạng biến hình tên là Takeover (接収 Teikuōbā). Dạng biến hình của cô là Satan Soul (サタンソウル Satan Sōru), giúp cô mang hình hài và sức mạnh của nhiều con quỷ mà mình đã đánh bại.[ch. 117] Trước khi bắt đầu bộ truyện, Mirajane căm phẫn với phép thuật của mình sau khi liên tục phải chịu đựng sự chế giễu, nhưng đã thay đổi suy nghĩ khi các em của cô học cách sử dụng các dạng Takeover để an ủi cô. Sau khi cô em Lisanna mất tích khi cô mới 18 tuổi, cô phát triển một nhân cách vui vẻ trong lúc giả làm một "cô gái xinh đẹp ngây thơ".[ch. 25] Do tổn thương tâm lý từ sự cố ấy, Mirajane cũng hạn chế phép Takeover và chỉ dùng để bắt chước ngoại hình và giọng nói của người khác, đồng thời ngừng làm các nhiệm vụ cấp S. Sau cùng cô lấy lại hình dạng Satan Soul để giải cứu cậu em trai Elfman trong cuộc Đại chiến Fairy Tail diễn ra hai năm sau.[ch. 52,117] Mashima đặt tên nhân vật theo tên tài khoản của một người bạn mà ông gặp trong một trò chơi trực tuyến. Anh cũng định hình tuyến truyện hoàn cảnh gia đình cô từ "rất lâu" trước khi đưa vào bộ truyện, anh kể rằng mình "dường như chưa bao giờ có cơ hội thích hợp để kể nó" và cho biết mình hạnh phúc khi cơ hội đó xuất hiện.[tập 45:189]

#### Mystogan
Lồng tiếng bởi: Namikawa Daisuke (tiếng Nhật), Robert McCollum, Terri Doty (nhí) (tiếng Anh)
Mystogan (ミストガン Misutogan) là một pháp sư đeo mặt nạ của Fairy Tail tới từ vũ trụ song song Edolas và được xem như bản sao của Jellal Fernandes.[ch. 167] Do không thể tự sử dụng phép thuật, Mystogan sử dụng những cây gậy có chứa sức mạnh phép thuật với nhiều công dụng, chẳng hạn như tạo các ảo ảnh và vẽ những vòng tròn ma pháp để tấn công đối phương.[ch. 120] Trước khi lộ diện ngoại hình, Mystogan thường yểm các bùa chú ngủ lên những đồng đội trong hội bất cứ khi nào anh gặp họ, nhằm ngăn họ phát hiện ra danh tính của mình.[ch. 24] Ban đầu anh đến Earth-land nhằm đóng các cánh cổng anima liên kết nhiều chiều không gian mà Faust (cha anh và vua Edolas) sử dụng để hút năng lượng phép thuật từ Earth-land và chuyển nó vào những khối tinh thể lacrima.[ch. 190] Do không ngăn được Magnolia và Fairy Tail cùng bị hấp thụ,[ch. 168] anh trở lại Edolas và khôi phục thành phố tinh thể bằng cách gửi nó đến một cánh cổng khác, sau khi các đồng minh của anh ngăn được Faust điều khiển nó đâm vào vương quốc Exceed.[ch. 189] Tiếp đó anh đảo ngược tác dụng của các cánh cổng để hoàn trả mọi phép thuật của Earth-land bị đánh cắp, anh dự định nhận tội và để cho người bạn thời thơ ấu Panther Lily kết án tử cho mình.[ch. 195] Khi Natsu Dragneel đứng ra nhận trách nhiệm thay mình, Mystogan lấy được sự ủng hộ của người dân sau khi anh đánh bại Natsu trong một trận đánh giả, và vẫn ở Edolas để kế nhiệm cha làm vua.[ch. 197]

#### Laxus Dreyar
Lồng tiếng bởi: Konishi Katsuyuki (tiếng Nhật), Patrick Seitz (tiếng Anh)
Laxus Dreyar (ラクサス・ドレアー Rakusasu Doreā) là cháu trai của Makarov Dreyar và là người thừa kế chức hội trưởng. Tên nhân vật bắt nguồn từ từ "lux", một đơn vị đo ánh sáng.[tập 27:184] Anh là pháp sư chuyên về hệ lôi thuật, có thể tạo ra và biến đổi thành các tia chớp điện. Anh là Sát Long Nhân thế hệ thứ hai và là con trai của Ivan Dreyar, được cấy một tinh thể lacrima vào người từ lúc còn nhỏ, giúp anh sử dụng được Lôi Sát Long Thuật (雷の滅竜魔法 Kaminari no Metsuryū Mahō).[ch. 128] Những năm tháng niên thiếu, Laxus bị cái bóng của ông nội lấn át và rồi nổi loạn sau khi cha anh bị trục xuất khỏi hội,[ch. 106,119] dần trở thành một kẻ tôn sùng sức mạnh thượng đẳng ở đầu truyện.[ch. 24] Khi danh tiếng của Fairy Tail bắt đầu lung lay sau trận chiến với Phantom Lord, Laxus đã tổ chức một trận battle royal trong nội bộ hội, được gọi là "Đại chiến Fairy Tail" nhằm giành lấy quyền kiểm soát hội từ Makarov và tái thiết lập sức mạnh bằng cách loại bỏ của hội bằng cách loại bỏ "những phần tử yếu đuối".[ch. 107] Sau khi kế hoạch đổ bể, Makarov trục xuất Laxus vì đã gây nguy hiểm cho các đồng đội, dẫu quan hệ của anh với họ đã tốt hơn khi anh rời đi.[ch. 128] Sau đấy Laxus tham gia trận chiến của Fairy Tail đối đầu Hades trên Đảo Sirius,[ch. 244] và được Gildarts Clive tái kết nạp vào hội trong thời gian ngắn mà Clive làm hội trưởng.[ch. 260]

#### Gildarts Clive
Lồng tiếng bởi: Inoue Kazuhiko (tiếng Nhật), Jason Douglas (tiếng Anh)
Gildarts Clive (ギルダーツ・クライヴ Girudātsu Kuraivu) là một pháp sư cấp S, được xem là thành viên mạnh nhất của Fairy Tail.[ch. 106] Ông có thể phá vỡ bất kì vật thể hay bùa chú nào mà mình chạm vào thành các khối nhỏ nhờ sử dụng phép thuật Crush (クラッシュ Kurasshu, nghĩa đen: "Phân tán"), làm cho Magnolia buộc phải tái xây dựng các con phố thành một con đường hẹp duy nhất hướng đến hội để ngăn ông vô tình đụng phải các tòa nhà.[ch. 166] Do bắt đầu thực hiện các nhiệm vụ chưa bao giờ được hoàn thành trong cả thế kỷ,[ch. 165] ông chỉ ghé thăm hội trong những dịp hiếm hoi và tá túc trong những khoảng thời gian ngắn ngủi;[ch. 232] trong một lần tai nạn khi làm nhiệm vụ, ông mất các chi trái và một số cơ quan nội tạng sau khi bị Acnologia đánh cho tàn phế.[ch. 166] Ông còn là người cha góa của Cana Alberona,[ch. 232] song không hề hay biết về quan hệ ruột thịt với con gái mình do người vợ quá cố Cornelia ly hôn ông rồi hạ sinh Cana trong lúc ông đi làm nhiệm vụ dài 6 năm.[ch. 251] 12 năm sau, Gildarts phát hiện ra sự thật từ sau trận đại chiến của Fairy Tail với Grimoire Heart trên Đảo Sirius, rồi sau bắt đầu yêu chiều cô theo phong cách hài hước của mình.[ch. 256] Sau khi trở về từ Đảo Sirius, Gildarts được Makarov bổ nhiệm làm hội trưởng đời thứ 5 sau Macao Conbolt,[ch. 258] nhưng gần như ngay lập tức từ chức để lên đường làm nhiệm vụ khác.[ch. 259] Một năm sau, ông trở lại để dấn thân vào trận chiến với Đế quốc Alvarez,[ch. 495] và vẫn ở hội trong phần vĩ thanh của truyện.[ch. 545] Mashima miêu tả nhân vật là "một ông già trông ngớ ngẩn", và xem lần đầu ông xuất hiện là "sự kiện rất lớn" trong truyện.[tập 20:188]

### Thành viên khác

#### Cana Alberona
Lồng tiếng bởi: Kitamura Eri (tiếng Nhật), Jamie Marchi (tiếng Anh)
Cana Alberona (カナ・アルベローナ Kana Aruberōna) là một thiếu nữ nghiện rượu, có lúc uống hết cả thùng rượu,[ch. 2] và tiêu thụ 30% lượng rượu của hội.[ch. 38] Tên cô xuất phát từ thuật ngữ tarot có tên "arcana".[tập 2:190] Cô sử dụng các lá bài phép thuật (魔法の札 majikku kādo) làm vũ khí tấn công hoặc để thi triển nhiều loại phép,[ch. 38] kể cả thuật bói toán.[ch. 51] Là thành viên nhiều tuổi nhất hội thuộc thế hệ của Lucy Heartfilia,[ch. 201] Cana gia nhập Fairy Tail năm 6 tuổi sau khi mẹ mất nhằm tìm kiếm cha mình là Gildarts Clive. Do không thể tiết lộ quan hệ ruột thịt với Gildarts vì sự rụt rè của bản thân và việc hiếm khi được gặp cha, Cana đã tự tạo động lực để trở thành một pháp sư cấp S, nhưng đã trượt 4 kì thi liên tiếp và rơi vào trạng thái u uất.[ch. 232] 12 năm sau, trong lần thi thứ 5 tại Đảo Sirius,[ch. 202] Cana bỏ mặc các đồng đội trong trận chiến với Grimoire Heart để hoàn thành thử thách tìm mộ của Mavis Vermillion, qua đó vô tình gây nguy hiểm cho bạn ghép cặp thi của mình là Lucy.[ch. 225] Sau khi nhận ra sự bội bạc của mình, Cana bỏ qua cơ hội thăng cấp để cứu bạn bè,[ch. 232] và sau cùng tiết lộ với Gildarts rằng mình là con gái ông sau khi kì thi bị hủy.[ch. 251] Sau đó, Cana đôi lúc vận dụng thành thạo phép Hào Quang Tiên Tử mà Mavis truyền dạy cho cô,[ch. 285] rồi sử dụng nó để hồi phục cơ thể vật lý của Mavis bằng cách phá phép xuất hồn của nguyên hội trưởng.[ch. 489]

#### Loke
Lồng tiếng bởi: Kishio Daisuke (tiếng Nhật), Eric Vale (tiếng Anh)
Leo (レオ Reo, Song Tử),[ch. 72] hay còn có tên gọi là Loke (ロキ Roki), là một tinh linh hoàng đạo hình người và một dân chơi, được xem là tay sát gái nổi tiếng trong cộng đồng pháp sư;[ch. 2] tên anh xuất phát từ vị thần Bắc Âu Loki.[tập 2:190] Chiếc nhẫn Regulus (王の光 Regurusu) mà anh đeo có thể phát ra ánh sáng gây chói lòa hoặc gây sát thương theo ý muốn.[ch. 115] Lúc còn chịu sự điều khiển của thành viên Blue Pegasus tên là Karen Lilica (カレン・リリカ Karen Ririka), Loke chấp nhận ở lại nhân giới thay cho người bạn đồng loại Bạch Dương nhằm bảo vệ cô khỏi bị Karen ngược đãi. Sau khi Karen bị Angel (thành viên của Oración Seis) sát hại và bị Loke từ chối đi cùng cô làm nhiệm vụ, Tinh Linh Vương đã trục xuất Loke vĩnh viễn sang nhân giới, nơi anh phụ thuộc vào chiếc nhẫn Regulus được yểm phép để thi triển phép thuật.[ch. 73] 3 năm sau khi mà Loke đang hấp hối, Lucy Heartfilia đã thuyết phục Tinh Linh Vương để anh trở về tinh linh giới.[ch. 73] Sau đó Loke ký giao ước và làm tinh linh phò tá cho Lucy, công khai bày tỏ tình cảm lãng mạn dành cho cô sau khi từng tránh mặt cô vì mặc cảm trước cái chết của Karen,[ch. 10] và đôi khi tự mình triệu hồi để hỗ trợ Lucy và các đồng đội ở Fairy Tail.[ch. 114,202] Loke còn là thủ lĩnh của 12 cung hoàng đạo theo như phát ngôn của chính anh và Gray.

#### Elfman Strauss
Lồng tiếng bởi: Yasumoto Hiroki (tiếng Nhật), Christopher Sabat, Anastasia Muñoz (nhí) (tiếng Anh)
Elfman Strauss (エルフマン・ストラウス Erufuman Sutorausu) là cậu em trai út của Mirajane và Lisanna. Mashima phát triển tên cậu để nghe "có vẻ dễ thương".[tập 2:190] Cậu là một pháp sư siêu nam tính và não cơ bắp luôn thốt ra những câu vô tri về nam tính,[ch. 2] song cũng rất tốt bụng và nhạy cảm.[ch. 51] Cậu sử dụng phép thuật Takeover dạng Beast Soul (獣王の魂 Bīsuto Sōru) để đồng hóa sức mạnh và hình dạng của các quái vật, dẫu vậy cậu chỉ có thể biến đổi hạn chế ở cánh tay phải nhờ sử dụng Beast Arm (ビーストアーム Bīsuto Āmu) do chưa thành thạo phép này.[tập 15:omake] Lần đầu cậu cố biến đổi toàn cơ thể là vào năm 13 tuổi, làm cậu mất trí và vô tình sát hại chị gái Lisanna, từ đó cậu phát sinh ra nhân cách nam tính để đối phó với mặc cảm tội lỗi của mình.[ch. 54] Hai năm sau, Elfman kiểm soát được dạng Beast Soul để giải cứu cô chị Mirajane khỏi Phantom Lord, từ đó về sau cậu vận hành tối đa sức mạnh của mình thường xuyên hơn.[ch. 56]

#### Levy McGarden
Lồng tiếng bởi: Ise Mariya (tiếng Nhật), Kristi Kang (tiếng Anh)
Levy McGarden (レビィ・マクガーデン Rebi Makugāden) là thành viên của Shadow Gear (シャドウ・ギア Shadō Gia), một tổ đội gồm 3 pháp sư là cô, Jet và Droy. Cô trở thành bạn của Lucy Heartfilia nhờ chung tình yêu sách, và còn động viên Lucy để cô đọc cuốn tiểu thuyết đầu tiên của bạn mình.[ch. 48] Nhờ sử dụng phép Solid Script (立体文字 Soriddo Sukuriputo), Levy biến đổi được các chữ viết thành những vật thể ba chiều mang đặc tính của bất kì điều gì cô viết ra. Cô còn thành thạo dịch và giải mã các ngôn ngữ cổ và phép thuật chữ rune. Gajeel Redfox làm Levy sợ hãi sau khi anh làm đội của cô bị thương khi anh còn là thành viên của Phantom Lord, từ đó dẫn đến cuộc chiến giữa hội của họ.[ch. 47] Lúc đầu cô tránh mặt Gajeel khi anh gia nhập Fairy Tail, nhưng đã thay đổi suy nghĩ sau khi anh bảo vệ cô khỏi Laxus Dreyar cục súc.[ch. 105] Sau đó cô bắt đầu nảy sinh tình cảm với Gajeel,[ch. 202] khi hai người làm quyền sĩ quan tại đơn vị bắt và giam giữ thuộc biên chế của Hội đồng pháp thuật trong một năm Fairy Tail giải tán, rồi thú nhận tình cảm của nhau trong trận chiến với Đế quốc Alvarez. Ở phần vĩ thanh của bộ truyện, Levy tình cờ nghe được Lucy và Wendy kể cho Gajeel chuyện gì đó về một đứa bé.[ch. 545] Mashima xây dựng Levy thành nhân vật nền trong bộ truyện, song dần dần "thật sự [thích] cổ".[tập 27:184] Sau đấy anh mở rộng vai trò của cô nhằm hưởng ứng độ nổi tiếng ngày một gia tăng của Levy mà anh cho là phát triển ngoài mong đợi.[tập 32:191]

#### Gajeel Redfox
Lồng tiếng bởi: Hatano Wataru (tiếng Nhật), Kiêm Tiến (tiếng Việt), David Wald (tiếng Anh)
Gajeel Redfox (ガジル・レッドフォックス Gajiru Reddofokkusu) là một Sát Long Nhân sở hữu Thiết Sát Long Thuật (鉄の滅竜魔法 Tetsu no Metsuryū Mahō) giúp cậu biến đổi các chi của mình thành vũ khí, bọc da bằng những vảy sắt không thể xuyên thủng, hít gió chứa mảnh kim loại và hấp thụ các vật thể bằng sắt.[ch. 61] Sau khi được dịch chuyển từ quá khứ 400 năm trước lúc còn nhỏ thông qua cánh cổng Nhật Thực (nằm trong kế hoạch tiêu diệt Acnologia của bầy rồng sống sót),[ch. 465] Gajeel bị tách khỏi các Sát Long Nhân khác và quên mất thời thơ ấu lúc cậu được thiết long Metalicana (メタリカーナ Metarikāna) nuôi dưỡng.[ch. 510] Cậu căm phẫn Metalicana vì ông đã mất tích,[ch. 66] rồi trở thành thành viên chuyên đi gây sự của hội Phantom Lord với biệt hiệu "Kurogane" (鉄竜 nghĩa đen, "Hắc Thiết" hay "Thiết Long"); cậu phá hoại sảnh hội của Fairy Tail và tấn công đội của Levy McGarden, khơi mào cuộc chiến giữa hai hội.[ch. 48] Sau khi hội Phantom Lord giải tán, Gajeel miễn cưỡng chấp nhận lời mời của Makarov Dreyar để gia nhập hội Fairy Tail và chuộc lỗi cho những hành động của mình,[ch. 212] cậu gây dựng được lòng tin và sự chấp nhận của hội sau khi hỗ trợ Natsu Dragneel đánh bại Laxus Dreyar trong Đại chiến Fairy Tail.[ch. 126] Sau đấy cậu nảy sinh tình cảm muốn bảo vệ Levy,[ch. 210] sau cùng thú nhận tình yêu của mình với cổ trong lúc suýt mất mạng ở trận chiến với Đế quốc Alvarez.[ch. 488] Ở phần vĩ thanh của bộ truyện, Gajeel có một cuộc trò chuyện ẩn ý với Levy về một đứa bé.[ch. 545]
Gajeel là một trong số những Sát Long Nhân đầu tiên cùng Natsu được giới thiệu trong bộ truyện, ý tưởng ấy Mashima đã cân nhắc sau khi tạo khái niệm "Sát Long Nhân", chế tác cậu thành một đối thủ "cực kỳ đáng sợ" đối với Natsu.[tập 8:190] Tên nhân vật bắt nguồn từ từ kajiru (噛る kajiru, "gặm") và từ tượng thanh của ăn uống gaji-gaji (ガジガジ gaji-gaji).[tập 27:184] Tương tự Natsu, tuổi Gajeel bị liệt là "chưa rõ",[ch. 105] trở thành đề tài thắc mắc của độc giả sau một cảnh mà cậu và Natsu bị nhốt trong một cái bẫy chữ rune được thiết kế để giam những người trên 80 tuổi, làm cho Mashima phải đính chính rằng đấy không phải tuổi thật của họ.[tập 15:188] Tuyến truyện của Gajeel với Belno (thành viên của Hội đồng pháp thuật) là bản "lược giản" ý định ban đầu của Mashima, khi tác giả định để Belno thành người tác động để Gajeel gia nhập Fairy Tail, rồi sau đổi thành Makarov.[tập 47:185]

#### Juvia Lockser
Lồng tiếng bởi: Nakahara Mai (tiếng Nhật), Thúy Hằng (tiếng Việt), Brina Palencia (tiếng Anh)
Juvia Lockser (ジュビア・ロクサー Jubia Rokusā), phát âm là "Loxar" trong bản lồng tiếng của Funimation, là một pháp sư tóc màu xanh lam đến từ Element 4, một tổ đội cấp S thuộc hội Phantom Lord chuyên sử dụng phép thuật liên quan đến 4 nguyên tố cổ điển.[ch. 47,56] Phép thuật của cô là Thủy thuật (水流 Wōtā), giúp cô điều khiển và biến cơ thể mình thành nước theo ý muốn, làm cô miễn nhiễm với các đòn tấn công vật lý và giúp cô có được danh xưng là Juvia "Đại Hải" (大海のジュビア Taikai no Jubia).[ch. 56,104] Cô xưng hô ở ngôi thứ ba; nhưng ở bản lồng tiếng Anh thì cô lại xưng hô ở ngôi thứ nhất. Lúc còn nhỏ, cô bị chế giễu là "yêu nữ mưa" vì là nguyên nhân gây ra những trận mưa như trút nước.[ch. 48] Để tranh giành Lucy Heartfilia, hội của cô tham chiến và cô đối đầu với Gray Fullbuster. Cô thua cuộc trước Gray và lần đầu tiên trong đời mưa đã ngừng trút nước quanh cô.[ch. 56-57] Sau khi Phantom Lord giải tán, Juvia gia nhập Fairy Tail để theo đuổi Gray, và xem bất cứ ai mà cậu tiếp xúc là tình địch với mình.[ch. 256] Sau cùng, Juvia trở nên vui vẻ hơn và thay đổi ngoại hình một số lần để hợp tính cách mới, song tình cảm của cô dành cho Gray vẫn chưa được hồi đáp. Sau khi hi sinh thân mình để cứu Gray, cô đã được Wendy Marvell chữa trị.[ch. 499] Mashima không nhớ nguồn gốc tên cô, song thực sự yêu cái tên ấy.[tập 27:extra]

#### Porlyusica
Lồng tiếng bởi: Tsuda Shōko (tiếng Nhật), Linda Young (tiếng Anh)
Là một bản thể người của Grandeeney từ Edolas, Porlyusica (ポーリュシカ Pōryushika, hay gọi là "Poluchka") là một cố vấn y học lớn tuổi của Fairy Tail sống trong rừng ở ngoại ô Magnolia. Bà chữa trị mọi loại bệnh và vết thương, song căm ghét loài người và thường ép khách ra khỏi nhà trừ phi họ cần giúp đỡ.[ch. 51] Bà là người bạn lâu năm của Makarov Dreyar, và ông được bà chăm sóc sức khỏe mỗi khi cạn kiệt pháp lực, và cả lúc ông đột quỵ và hôn mê trong cuộc nổi loạn của Laxus Dreyar.[ch. 119] 7 năm sau khi biến mất ở Đảo Sirius, bà gặp Wendy Marvell và hướng dẫn cô bé nâng cao phép Thiên thuật Sát Long Nhân do là bản thể tương ứng của Grandeeney; Grandeeney không kịp dạy chúng cho Wendy trước khi bà ấy biến mất.[ch. 260]

#### Lisanna Strauss
Lồng tiếng bởi: Sakurai Harumi (tiếng Nhật), Carrie Savage (tiếng Anh)
Lisanna Strauss (リサーナ・ストラウス Risāna Sutorausu) là em gái của Mirajane và chị gái của Elfman, cô có thể biến hình thành nhiều loại động vật khác nhau theo ý muốn bằng dạng Animal Soul (動物の魂 Animaru Sōru) của phép thuật Takeover. Cô là người bạn và cũng là tình nhân thời thơ ấu của Natsu Dragneel, hỗ trợ cậu ấp trứng Happy.[tập 15:omake] Năm Lisanna 16 tuổi, tưởng chừng cô đã bị Elfman sát hại trong hình thái takeover toàn cơ thể mất trí của cậu;[ch. 55] song thực ra, Lisanna sống sót và bị hấp thụ qua một cánh cổng anima tới thế giới song song Edolas, nơi cô âm thầm làm bản thể của mình tại hội Fairy Tail của Edolas sau khi bị nhận nhầm là người kia. Hai năm sau, cô bị buộc phải trở về Earth-land khi Mystogan đảo ngược các hiệu ứng của Anima, qua đó giúp Lisanna đoàn tụ với các chị em của cô.[ch. 199] Mashima nghĩ ra tên nhân vật vì thấy rằng hậu tố "-anna" làm cái tên nghe có vẻ dễ thương.[tập 27:184]

#### Lôi Thần Tộc
Lôi Thần Tộc (雷神衆 Raijinshū) là một tổ đội gồm ba pháp sư làm vệ sĩ và tín đồ của Laxus Dreyar. Họ được Mashima sáng tác sau khi anh "đột nhiên" nghĩ về tiểu phần truyện tập trung vào Laxus.[tập 13:afterword] Ba người họ hỗ trợ Laxus thực hiện kế hoạch tái cấu trúc nội bộ hội bằng cách tham gia Đại chiến Fairy Tail,[ch. 108] song trở nên thân thiện với các đồng đội trong hội sau khi Laxus bị trục xuất.[ch. 128] Ngoài những năng lực độc đáo riêng, mỗi thành viên còn có thể làm phép qua tương tác bằng mắt với đối phương.[ch. 115]

##### Fried Justine
Lồng tiếng bởi: Suwabe Junichi (tiếng Nhật), John Burgmeier (tiếng Anh)
Fried Justine (フリード・ジャスティーン Furīdo Jasutīn, đôi khi phát âm là "Freed" ở một số tập manga của Del Rey), hay còn gọi là "Hắc" Fried (暗黒のフリード Ankoku no Furīdo), là người sáng lập và thủ lĩnh của Lôi Thần Tộc.[ch. 106] Cậu chuyên tạo ra Jutsu-Shiki (術式 "thuật thức"),[tập 13:translation notes] loại kết giới do phép thuật rune tạo nên, mà những người mắc kẹt không thể thoát ra ngoài trừ khi tuân theo những gì được viết ra.[ch. 108] Cậu còn sử dụng phép Dark Écriture (闇の文字 Yami no Ekurityūru, tiếng Pháp của "Ký tự đen") để viết các ký tự rune lên cơ thể người khác bằng cây kiếm mảnh cạnh sắc để gây đau đớn,[ch. 117] hoặc tự viết lên cơ thể để tạo đôi cánh và tự biến cậu thành quỷ.[ch. 118] Cậu có nét đặc trưng là thần tượng Laxus, và lúc đầu tự tách mình khỏi phần còn lại của hội. Cậu khắc các luật lệ của Đại chiến Fairy Tail bằng phép Jutsu-Shiki,[ch. 108] và miễn cưỡng nhận lệnh của Laxus để đi sát hại các đồng đội cùng hội. Hành động ấy làm cho cậu hoài nghi về đạo đức của Laxus.[ch. 114] Sau khi dạng Satan Soul thức tỉnh của Mirajane Strauss áp đảo cậu, Fried tạm thời cạo trọc mái tóc dài như để chuộc lỗi cho những hành vi của mình.[ch. 118,129] Tên cậu xuất phát từ cụm từ tiếng Nhật "Furui-zo" (古いぞ "Già rồi"), phản ánh ý tưởng gốc là để nhân vật tấn công bằng cổ ngữ.[tập 27:extra] Tên cậu lúc đầu được đặt là Albion (アルビオン Arubion), nhưng Mashima đã rút gọn để cân bằng tên các thành viên khác trong hội.[tập 27:extra]

##### Evergreen
Lồng tiếng bởi: Seto Saori (tiếng Nhật), Caitlin Glass (tiếng Anh)
Evergreen (エバーグリーン Ebāgurīn), đặt theo tên loài cây cùng tên,[tập 27:extra] là một thiếu nữ kiêu ngạo và bị ám ảnh bởi các nàng tiên, gia nhập Fairy Tail vì tên của hội. Cô thèm khát danh hiệu "Nữ chúa tiên Titania" của Erza Scarlet. Có thời điểm cô là thành viên nữ duy nhất của Lôi Thần Tộc.[ch. 107,112] Phép thuật chính của cô là Thạch Nhãn (石化眼 Sutōn Aizu), giúp cô có thể làm hóa đá người khác bằng mắt sau khi bỏ kính ra.[ch. 107] Cô còn có thể tạo ra bụi vàng để gây nổ cũng như vô số mũi kim làm vũ khí.[ch. 112] Trong kì thi thăng cấp S, cô ghép cặp thi với Elfman Strauss, sau khi bị Fried Justine từ chối vì anh ưa chọn Bickslow hơn, và cô dần nảy sinh tình cảm với Elfman.[ch. 202,279]

##### Bickslow
Lồng tiếng bởi: Kawahara Yoshihisa (tiếng Nhật), Scott Freeman (2012–2015), Tyler Walker (2016–2019) (tiếng Anh)
Bickslow (ビックスロー Bikkusurō), phát âm là "Bixlow" trong bản lồng tiếng Anh, là một pháp sư sử dụng dạng hồn thuật (セイズ魔法 seizu mahō) được gọi là Nhân Hồn thuật (人型憑 Hitotsuki) để đưa 5 linh hồn lang thang vào bên trong những vật thể vô tri và kiểm soát chúng.[ch. 108] Cậu xem các con rối là "những đứa con" của mình và đặt tên cho chúng lần lượt là: Pappa (パッパ), Pippi (ピッピ), Puppu (プップ), Peppe (ペッペ) và Poppo (ポッポ).[ch. 108] Mắt phép của cậu được gọi là Linh Nhãn (造形眼, フィギュアアイズ Figyua Aizu), giúp cậu khống chế cơ thể người khác thông qua tương tác bằng mắt, cậu đeo một chiếc tấm che mặt bằng lưới sắt để chứa phép thuật này.[ch. 115] Theo Mashima, tên nhân vật là kết hợp của hai từ "big" (to) và "throw" (ném).[tập 27:extra]

#### Panther Lily
Lồng tiếng bởi: Tōchi Hiroki (tiếng Nhật), Rick Keeling (tiếng Anh)
Panther Lily (パンサーリリー Pansā Rirī), phát âm là "Pantherlily" ở bản lồng tiếng của Funimation, là một sinh vật Exceed lông màu đen được nuôi lớn ở Edolas. Khi còn nắm chức chỉ huy sư đoàn của Quân đội Hoàng gia Edolas, ông bị trục xuất khỏi quê nhà Extalia sau khi giải cứu một cậu bé tên Mystogan.[ch. 189] Trái ngược với đa số Exceed, Lily sở hữu một cơ thể hình người vạm vỡ tương tự một chú báo hình người. Nhờ sử dụng kiếm phép Buster Marm (バスターマァム Basutā Māmu), ông có thể biến nó lớn gấp 4 lần so với kích cỡ của ông;[ch. 186] sau khi cây kiếm bị hủy hoại trong cuộc chiến với Gajeel, ông thay thế nó bằng Musica Sword (ムジカの剣 Mujika no Ken).[ch. 247] thanh kiếm mà ông lấy được từ một thành viên của Grimiore Heart. Ông vừa đấu tay đôi với Gajeel Redfox, vừa bảo vệ tinh thể mà người dân Magnolia tạo ra (khối tinh thể ấy vốn nằm trong kế hoạch tiêu diệt của Faust), song ông đã thay lòng đổi dạ sau khi thấy các cư dân Exceed hợp sức cùng Fairy Tail đẩy khối tinh thể ra xa.[ch. 189] Sau khi được gửi đến Earth-land bằng cánh cổng anima đảo ngược, ông gia nhập Fairy Tail và làm đối tác của Gajeel.[ch. 198] Ở Earth-land, cơ thể Lily thu nhỏ về đúng kích thước điển hình của giống loài Exceed, dẫu vậy ông có thể biến thành hình dáng gốc và sử dụng năng lực Aera trong một khoảng thời gian hạn chế.[ch. 200] Cái tên Lily là phép chơi chữ "một nhân vật nổi tiếng tới từ câu chuyện cổ tích nào đó".[tập 27:bonus] Mashima bình luận về độ nổi tiếng của nhân vật: Tôi đoán "Tôi đoán giờ ông ấy nổi tiếng hơn khi mang kích cỡ nhỏ nhỉ? Đúng vậy đấy."[tập 32:afterword]

#### Mest Gryder
Lồng tiếng bởi: Shūhei Sakaguchi (tiếng Nhật), Alex Organ (2014-2016), Christopher Wehkamp (2018-19) (tiếng Anh)
Mest Gryder (メスト・グライダー Mesuto Guraidā) là một pháp sử sở hữu phép thay đổi ký ức được gọi là Điều khiển ký ức (記憶操作 Kioku Sōsa) và sức mạnh dịch chuyển tức thời có tên gọi Direct Line (瞬間移動 Dairekuto Rain).[ch. 213,215] Lúc đầu anh được miêu tả là đặc vụ tình báo của Hội đồng pháp thuật với bí danh Doranbalt (ドランバルト Doranbaruto),[ch. 223] phát âm "Doranbolt" trong bản lồng tiếng Anh, Mest sử dụng phép Điều khiển ký ức để cải trang thành đệ tử của Mystogan ở Fairy Tail để tìm kiếm các bằng chứng buộc tội để khiến hội phải giải thể.[ch. 213] Tuy nhiên, 7 năm sau khi ngày càng có cảm tình với hội và chính mình liên minh với họ chống lại Grimoire Heart, Mest được Makarov Dreyar tiết lộ danh tính thật của anh là thành viên lâu năm của Fairy Tail; Gest tình cơ thay đổi ký ức của chính mình để điều tra thông tin về Đế quốc Alvarez từ hội đồng.[ch. 416,439] Sau khi nhớ ra quá khứ của mình, Mest rời bỏ hội và toàn tâm toàn ý gia nhập Fairy Tail.[ch. 438] Trước khi tiết vai trò làm đặc vụ ngầm trong hội đồng của Mest, Mashima đã xem xét nhân vật là thành viên hợp lệ của Fairy Tail, cũng như là thành viên của Grimoire Heart hoặc Tartaros.[tập 24:172] Sau đó Mashima kể rằng việc chọn Mest làm thành viên hợp lệ của Fairy Tail đã được anh lên kế hoạch từ lâu, song tác giả chưa có cơ hội báo trước điều đó, làm dấy lên những phàn nàn từ độc giả cho rằng nhân vật bị retcon.[tập 49:190]

#### Thành viên nhỏ
Trong thời gian 7 năm các thành viên chính của hội biến mất rồi tái xuất từ Đảo Sirius, số lương hội viên tạm thời giảm xuống từ hơn 100 thành viên ở đầu truyện xuống 14 người.[ch. 254] Macao Conbolt (マカオ・コンボルト Makao Konboruto) là pháp sư tạo những ngọn lửa màu tím bám vào vật thể và chúng không thể gió hay nước dập tắt;[ch. 37] anh nắm chức hội trưởng đời thứ 4 trong khi Makarov Dreyar vắng mặt.[ch. 254] Romeo Conbolt (ロメオ・コンボルト Romeo Konboruto) là con trai của Macao và là thành viên thường trực của Fairy Tail, cậu học được từ Totomaru của hội Phantom Lord để ra ngọn lửa 7 màu với những đặc tính khác nhau.[ch. 256] Wakaba Mine (ワカバ・ミネ Wakaba Mine) là bạn của Macao và sau làm cố vấn cho hội trưởng có năng lực điều khiển khói từ một tẩu thuốc.[ch. 61] Alzack Connel (アルザック・コネル Aruzakku Koneru, còn gọi là "Connell") và Bisca Moulin (ビスカ・ムーラン Bisuka Mūran, còn gọi là "Mulan") là hai pháp sư nhập cư từ phương Tây, sau này họ kết hôn và có chung một bé gái 6 tuổi tên là Asuka Connel (アスカ・コネル Asuka Koneru, "Asca");[ch. 260] Alzack sử dụng súng bắn ra các viên đạn phép thuật,[ch. 52] còn Bisca trang bị nhiều loại súng cầm tay tương tự Erza Scarlet.[ch. 53] Jet (ジェット Jetto) và Droy (ドロイ Doroi) là các đồng đội của Levy McGarden từ đội Shadow Gear, cả hai đều có tình cảm đơn phương dành cho cô; phép thuật của Jet là siêu tốc độ,[ch. 43] còn Droy trồng các loài cây chứa phép thuật.[ch. 44] Max Alors (マックス・アローゼ Makkusu Arōze, còn gọi là "Aloze") là quản lý sự kiện công công của hội và sở hữu năng lực điều khiển cát,[ch. 59] và bạn của ông là thành viên có năng lực ngoại cảm tên Warren Rocko (ウォーレン・ラッコー Wōren Rakkō, còn gọi là "Rocco").[ch. 54] Nab Lasaro (ナブ・ラサロ Nabu Rasaro) là một nhân vật có tình trì hoãn chưa bao giờ bắt đầu làm cứ nhiệm vụ nào trong suốt bộ truyện, anh có thể cường hóa năng lực thể chất nhờ sử dụng linh hồn của động vật.[ch. 35] Vijeeter Ecor (ビジター・エコー Bijitā Ekō) là nhân vật điều khiển sức mạnh chiến đấu của đối phương bằng cách nhảy múa.[ch. 63] Laki Olietta (ラキ・オリエッタ Raki Orietta) là một nữ pháp sư có vốn từ vựng kỳ quái, chủ nhân của Wood Make (木の造形魔法 Uddo Meiku), loại phép tạo các vật thể bằng gỗ tương tự phép Ice Make của Gray Fullbuster.[ch. 96] Reedus Jonah (リーダス・ジョナー Rīdasu Jonā) là pháp sư có thể làm cơ thể phồng lên và có năng lực biến những hình vẽ của mình thành thật.[ch. 36] Kinana (キナナ) là dạng thật của Cubellios (con rắn của Cobra), bị Makarov Dreyar chuyển thành nhân dạng rồi trở thành nhân viên và pháp sư của hội;[ch. 438] nguyên mẫu của cô là Kobayashi Kina (trợ lý của Mashima).[tập 21:187]

## Phản diện

### Zeref Dragneel
Lồng tiếng bởi: Ishida Akira, Kusuda Aina (nhí) (tiếng Nhật), Joel McDonald, Justin Briner (tập 311), Emily Fajardo (nhí) (tiếng Anh)
Zeref Dragneel (ゼレフ・ドラグニル Zerefu Doraguniru) là phản diện chính của Fairy Tail được nhắc đến ngay ở đầu bộ truyện là pháp sư ác độc nhất lịch sử với danh xưng "Hắc Pháp Sư" (黒魔導士 Kuro Madōshi).[ch. 21] Anh có lần đầu xuất hiện ở cuối tập 24, dù danh tính của anh không được xác định cho đến tập truyện kế tiếp.[ch. 200,210] Sau cùng, Zeref được tiết lộ là anh trai của Natsu Dragneel và đã sống qua hàng thế kỷ, anh bất tử và không bị già đi do dính lời nguyền có tên gọi Hắc Thuật Ankhselam (アンクセラムの黒魔術 Ankuseramu no Kuro Majutsu), lời nguyền ấy ngẫu nhiên tước đi sinh mạng của mọi thứ xung quanh anh bất cứ khi nào anh cảm nhận được giá trị của sự sống. Nhiều năm trước khi bộ truyện bắt đầu, Ankhselam yểm lời nguyền lên Zeref vì đã cố hồi sinh một đứa trẻ tên Natsu, bất chấp cậu bé đã mất mạng trước đó cùng gia đình sau khi bị rồng tấn công. Với ý định tự sát, sau cùng Zeref chuyển sinh thành công thi thể đứa trẻ Natsu thành một con quỷ được mệnh danh là "Etherious Natsu Dragneel" (E.N.D.) nhằm hy vọng rằng Natsu có thể lấy mạng anh.[ch. 436] Kế đến anh giao Natsu cho Igneel giám hộ và gửi họ tới 400 năm sau, một kỷ nguyên phép thuật phong phú thông qua cỗ máy thời gian Nhật Thực nhằm để cậu trau dồi sức mạnh của mình đúng cách.[ch. 465] 300 năm sau, anh kết bạn với Mavis Vermillion, quan hệ của họ dần phát triển thành tình cảm lãng mạn sau khi cô dính lời nguyền giống anh, rồi sau đấy anh vô tình tước đi sinh mạng của cô.[ch. 450]
Sống cô độc trên Đảo Sirius, Zeref vỡ mộng trước hành động hiểm ác của Grimoire Heart dưới danh nghĩa của anh (bị người đời xem là hiện thân của ác quỷ giết hại hàng loạt), làm cho anh phải dành 7 năm kế tiếp suy ngẫm về việc tiêu diệt nhân loại.[ch. 209,250,340] Một năm sau, anh tái xuất với cương vị hoàng đế của Đế quốc Alvarez, một quốc gia quân sự mà anh gây dựng trong một thế kỷ dưới bí danh Spriggan (スプリガン Supurigan) nhằm đối phó với mối đe dọa Acnologia.[ch. 450] Zeref dẫn đầu một cuộc xâm lược lớn đến Ishgal nhằm đoạt lấy Trái Tim Tiên Tử, sức mạnh vô hạn của Mavis và thi triển Tân Nhật Thực (ネオ・エクリプス Neo Ekuripusu), phép thuật giúp anh tái tạo lại cuộc đời của chính mình và hoàn tác những hành động của anh và Acnologia, đồng thời xóa bỏ sự hiện diện của vô số người ở thời hiện tại.[ch. 530] Zeref hấp thụ thành công Trái Tim Tiên Tử sau khi Natsu không giết được anh, nhưng Natsu vô hiệu được phép của anh bằng hỏa thuật của cậu, sau khi Mavis tước cuốn sách E.N.D. khỏi Zeref và đưa nó cho Lucy, Gray và Happy.[ch. 532,536] Tiếp đó Zeref tử vong sau khi Mavis tái thú nhận tình yêu với anh, kích hoạt lời nguyền chung lấy mạng hai người.[ch. 537] Ở cuối truyện Fairy Tail, một nam thiếu niên có ngoại hình giống hệt Zeref tên là Alios (アリオス Ariosu) xuất hiện và gặp gỡ Mio, một cô gái có ngoại hình tương đồng Mavis.[ch. 545]
Mashima không đặt tên cho nhân vật sau khi anh ta lần đầu tiên xuất hiện trong bộ truyện, và xem xét một số lựa chọn tiềm năng rồi quyết định chọn anh thành nhân vật giấu mặt tên Zeref;[tập 24:172] tác giả cố ý tránh đưa ra bất kì chi tiết gợi ý nào về danh tính của anh ta, muốn tên anh phải làm độc giả "hoàn toàn bất ngờ".[tập 24:167] Nhằm tránh miêu tả Zeref thành "dạng kẻ xấu điển hình", Mashima đã tích lũy và lồng ghép nhiều yếu tố vào nhân vật để làm anh ấy "thật sự rất phức tạp". Mashima chia sẻ rằng Zeref "thật sự trở thành một nhân vật nổi tiếng" sau khi danh tính của anh được tiết lộ, đồng thời gọi anh là một nhân vật "cực kỳ u tối" "chẳng bao giờ trưng ra một bộ mặt ngớ ngẩn."[tập 26:187]

### Phantom Lord
Phantom Lord (幽鬼の支配者 Fantomu Rōdo, theo tiếng Nhật dịch là "Những kẻ cai trị linh hồn") là một hội pháp sư chính thức của Fiore do Jose Porla lãnh đạo.[ch. 47,52] Jose kiêu hãnh về số lượng và pháp lực vượt trội của hội mình, họ trang bị cả một hội trường cơ khí hóa cùng vũ trang là khẩu pháp pháp thuật hủy diệt Jupiter (ジュピター Jupitā),[ch. 52] và nó biến đổi thành một mecha có thể thi triển Abyss Break (煉獄砕波 (Luyện Ngục Phá Toái) Abisu Bureiku), một phép thuật cấm do 4 nguyên tố cổ điển cung cấp pháp lực.[ch. 54,57] Những thành viên khác của Phantom gồm có Gajeel Redfox và Element 4 (エレメント4 Eremento Fō), một tổ đội gồm 4 pháp sư tương đương với các pháp sư cấp S của Fairy Tai chuyên sử dụng phép thuật theo một trong 4 nguyên tố.[ch. 47] Cha của Lucy Heartfilia, Jude đã thuê Phantom bắt lại cô sau khi cô trốn khỏi nhà.[ch. 50] Tuy nhiên, Jose lo ngại về kế hoạch độc chiếm tài sản của gia tộc Heartfilia và định bắt giữ Lucy để lấy tiền chuộc của Fairy Tail.[ch. 64] Nhằm phô trương thanh thế của Phantom trước Fairy Tail, Jose đã cử Gajeel đi phá hoại sảnh hội của họ và làm đả thương tổ đội của Levy McGarden, kích động họ tham chiến giữa hai hội (vốn bị Hội đồng pháp thuật cấm).[ch. 47] Chung cuộc, Fairy Tail giành được thắng lợi sau khi Makarov Dreyar đánh bại Jose;[ch. 66] Sau đó Phantom bị hội đồng giải thể còn danh hiệu của Jose cũng bị tước.[ch. 69] Sau thất bại của hội, Gajeel và Juvia rời đi và kế đến cùng gia nhập Fairy Tail.[ch. 48]
Jose Porla (ジョゼ・ポーラ Joze Pōra)
Lồng tiếng bởi: Matsuyama Takashi (tiếng Nhật), Ed Blaylock (tiếng Anh)
Jose là một trong Thập Thánh Pháp Sư chuyên tạo ra những hồn ma để làm lính cho mình.[ch. 47,52]
Aria (アリア tiếng Ý của từ "Khí")
Lồng tiếng bởi: Taira Katsui (tiếng Nhật), Chris Rager (tiếng Anh)
Aria (thủ lĩnh của Element 4) là một người đàn ông to lớn sử dụng khí thuật để tung ra các đòn tấn công vô hình và tiêu hao phép thuật của đối phương;[ch. 49] anh đeo một chiếc bịt mắt để khống chế sức mạnh cao cường của mình.[ch. 58]
Sol (ソル Soru, tiếng Pháp của từ "Đất")
Lồng tiếng bởi: Sekiguchi Eiji (tiếng Nhật), Barry Yandell (tiếng Anh)
Sol là một pháp sư nói tiếng Pháp có năng lực điều khiển đất và cơ thể ông có thể đàn hồi theo ý muốn.[ch. 55]
Totomaru (兎兎丸)
Lồng tiếng bởi: Endō Daisuke (tiếng Nhật), Justin Cook (tiếng Anh)
Totomaru là một samurai có mái tóc màu đen trắng sử dụng hỏa thuật để điều khiển bất kì dạng lửa nào theo ý muốn và tạo ra những ngọn lửa nhiều màu với nhiều đặc tính khác nhau.[ch. 53]

### Tháp Thiên Đường
Tháp Thiên Đường (楽園の塔 Rakuen no Tō) là một tòa tháp được xây dựng để hồi sinh người chết thông qua một dạng phép thuật gọi là Hệ thống hồi sinh (リバイブシステム Ribaibu Shisutemu, Revive System), hay gọi là Hệ thống-R, được kích hoạt sau khi Hội đồng pháp thuật khai hỏa vũ khí tối thượng Etherion nhắm vào tòa tháp, làm cho nó hấp thụ được năng lượng của hỏa lực và lộ diện dạng thật là một khối tinh thể lacrima khổng lồ.[ch. 94] Lúc đầu tòa tháp được một giáo phái pháp sư ác độc xây dựng nhờ sử dụng lao động nô lệ nhằm hồi sinh Zeref.[ch. 81] Trong số những nô lệ bị ép phải xây dựng tòa tháp có Erza Scarlet và Jellal Fernandes. Jellal chiếm quyền kiểm soát công trình khi bị Ultear Milkovich tẩy não (cô giả làm linh hồn của Zeref).[ch. 102] Jellal lừa dối các bạn bè rằng Erza đã phản bội họ để tự cứu mình khỏi tòa tháp, song họ quay lưng sau khi nhận ra mình đã bị anh lừa dối.[ch. 83] Sau thất bại của Jellal, những người bạn còn lại của Erza từ chối lời mời nhập hội Fairy Tail và đi theo những con đường của riêng họ.[ch. 102]
Shō (ショウ)
Lồng tiếng bởi: Shimono Hiro (tiếng Nhật), Greg Ayres (tiếng Anh)
Shō là một trong những người bạn cũ của Ezra, cậu sử dụng một bộ bài phép chứa các chiều không gian để nhốt đối phương vào trong đó.
Simon (シモン Shimon)
Lồng tiếng bởi: Kase Yasuyuki (tiếng Nhật), J. Michael Tatum, Kim Foster (nhí) (tiếng Anh)
Simon là một người đàn ông to con mang hàm kim loại, sử dụng năng lực thần giao cách cảm và che phủ các khu vực trong bóng tối. Cậu phải lòng Erza và vẫn một lòng chung thủy với cô bất chấp bị Jellal lừa dối,[ch. 83] và sau đó cậu mất mạng khi bảo vệ cô khỏi đòn tấn công của Jellal.[ch. 97]
Wally Buchanan (ウォーリー・ブキャナン Wōrī Bukyanan)
Lồng tiếng bởi: Ichijō Kazuya (tiếng Nhật), Chris Cason, Shelly Osterberger (nhí) (tiếng Anh)
Wally là tay súng mang dáng dấp giang hồ với cơ thể có thể chia thành các khối nhỏ.

#### Trinity Raven
Những thuộc hạ của Jellal còn có Trinity Raven (三羽鴉 Toriniti Reivun), một nhóm gồm ba sát thủ đến từ hắc hội Death's Head Caucus (髑髏会 Dokurokai).[ch. 84,85] Mashima giới thiệu họ "vào phút chót" sau khi anh "bắt đầu cảm thật sự tiếc cho [những người bạn thơ ấu của Erza]", đồng thời dự định để họ tham chiến với nhóm của Erza.[tập 11:afterword] Mỗi thành viên được đặt tên theo một loài chim khác nhau.[tập 10:translation notes]
Ikaruga (斑鳩)
Lồng tiếng bởi: Shindō Naomi (tiếng Nhật), Jennifer Seman (tiếng Anh)
Ikaruga là thủ lĩnh của Trinity Raven. Cô nói bằng thơ haiku và đeo một thanh gươm katana có thể cắt xuyên bất cứ chất liệu nào.[ch. 91]
Vidaldus Taka (ヴィダルダス・タカ Vidarudasu Taka)
Lồng tiếng bởi: Midorikawa Hikaru (tiếng Nhật), Mike McFarland (tiếng Anh)
Lúc đầu Vidaldus được giới thiệu là một hầu cận khắc kỷ của Jellal trước các đồng đội,[ch. 76] song thực ra là một nghệ sĩ nhạc rock với mái tóc có thể hấp thụ các chất lỏng. Anh sử dụng cây guitar điện nhằm tẩy não đối phương.[ch. 86]
Fukuro (梟 Fukurō)
Lồng tiếng bởi: Koyama Rikiya (tiếng Nhật), Daniel Penz (tiếng Anh)
Fukuro là người đội đầu hình con cú và đeo một chiếc ba lô phản lực, cậu thi triển cùng phép thuật với đối thủ bằng cách hấp thụ chúng.[ch. 88]

### Raven Tail
Raven Tail (大鴉の尻尾 Reivun Teiru) là một hắc hội hoạt động độc lập so với Liên minh Balam,[ch. 131] và trở thành hội chính thức ngay sau khi Fairy Tail tái xuất từ Đảo Sirius.[ch. 267] Thủ lĩnh của hội là Ivan Dreyar. Sau khi cải trang thành một pháp sư áo giáp tên là Alexei (アレクセイ Arekusei), Ivan dẫn đầu một tổ đội gồm 5 pháp sư tham gia Đại hội Pháp thuật (Obra, Flare Corona, Kurohebi và Nullpudding). 5 người sử dụng các chiến thuật nhan hiểm để giành chiến thắng các thử thách và trận chiến ở đại hội, song bị Laxus một tay đánh bại toàn bộ và bị loại.[ch. 286] Raven Tail hoàn toàn giải thể sau Đại hội.
Ivan Dreyar (イワン・ドレアー Iwan Doreā, also "Iwan")
Lồng tiếng bởi: Satō Masaharu (tiếng Nhật), Bruce Carey (tiếng Anh)
Ivan là thủ lĩnh của Raven Tail, con trai bị ghẻ lạnh của Makarov Dreyar và là cha của Laxus Dreyar. Ông bị ám ảnh với việc thâu tóm Lumen Histoire,[ch. 286] kết quả là 6 năm trước ông bị trục xuất khỏi Fairy Tail.[ch. 119]
Obra (オーブラ Ōbura)
Lồng tiếng bởi: Shimoyama Yoshimitsu (tiếng Nhật), Tyler Walker (tiếng Anh)
Obra là một con tiểu yêu điều khiển một con rối hình người và hút hết phép thuật của các pháp sư.[ch. 272]
Flare Corona (フレア・コロナ Furea Korona)
Lồng tiếng bởi: Itō Shizuka (tiếng Nhật), Alex Moore (tiếng Anh)
Flare là một thiếu nữ sở hữu mái tóc có thể biến đổi và bốc cháy.[ch. 271] Sau khi Raven Tail giải tán, Flare trả ơn Fairy Tail và hỗ trợ họ giải cứu Làng Mặt Trời (太陽の村 Taiyō no Mura), quê hương nơi cô được những người khổng lồ sinh sống ở đây nuôi dưỡng.[ch. 347]
Kurohebi (クロヘビ)
Lồng tiếng bởi: Shimoyama Yoshimitsu (tiếng Nhật), Jessie James Grelle (tiếng Anh)
Kurohebi là một sinh vật nhân dạng người và có nét giống rắn bắt chước theo phép thuật của đối phương.[ch. 277]
Nullpudding (ナルプディング Narupudingu)
Lồng tiếng bởi: Miyashita Eiji (tiếng Nhật), Brad Jackson (tiếng Anh)
Nullpudding là một người gù có thể mọc gai trên cơ thể.[ch. 269]

### Liên minh Balam
Liên minh Balam (バラム同盟 Baramu Dōmei), dịch là "Liên minh Baram" ở bản anime lồng tiếng Anh, là bộ ba hắc hội mạnh nhất Fiore—Oración Seis, Grimoire Heart và Tartaros—họ kiểm soát toàn bộ những hắc hội khác trong truyện ngoại trừ Raven Tail độc lập.[ch. 131] Tổ chức được miêu tả là "hiệp ước không gây hấn", với những hội hoạt động độc lập mặc cho họ bị chỉ định là "liên minh".[ch. 200] Sau khi toàn bộ ba hội bị Fairy Tail và các đồng minh đánh bại, liên minh bị xem là đã giải tán.

#### Oración Seis
Oración Seis (六魔将軍 Orashion Seisu, tiếng Tây Ban Nha là "6 nguyện cầu") là một hội gồm 6 pháp sư do Brain lãnh đạo, bị xem là không kém phần nguy hiểm bởi cách họ chỉ đạo nhiều hắc hội khác. Những tín đồ của Brain là các nô lệ từ Tháp Thiên Đường, họ được Brain "thu nhận" nhằm phục vụ kế hoạch tiêu diệt các hội chính thức trên toàn thế giới nhờ sử dụng phép thuật luân chuyển đạo đức Niết Bàn (ニルヴァーナ Niruvāna). 7 năm sau khi bị bắt giữ, 5 người trong hội được phóng thích cùng Brain (tên này bị họ bỏ mặc đến chết) rồi bị Jellal thuyết phục để gia nhập Crime Sorcière.[ch. 364]
Hội có chung tên với nhóm phản diện từ Rave Master; lúc đầu Mashima sử dụng cái tên nhằm tạm ứng trước, sau đấy anh chốt cái tên này do hạn chót lịch phát hành.[tập 16:185] Mashima quyết định hoàn cảnh làm nô lệ của các thành viên ngay từ giai đoạn đầu phát triển, song chật vật để đưa nó vào truyện.[tập 19:186] Mashima chỉ ra Cobra là một trong những nhân vật sở hữu độ nổi tiếng vượt kỳ vọng của anh, dù cho anh chẳng thể biết lý do tại sao.[tập 32:191]
Brain (ブレイン Burein) / Zero (ゼロ)
Lồng tiếng bởi: Inada Tetsu (tiếng Nhật), Philip Weber (tiếng Anh)
Brain là lãnh đạo của Oración Seis, pháp sư siêu thông minh và thầy của Jellal Fernandes từ Tháp Thiên Đường. Ông sử dụng cây trượng có tri giác tên Kurodoa (クロドア) để thi triển hắc thuật.[ch. 154] Brain sở hữu một nhân cách riêng - được xem là thủ lĩnh thật sự của hội tên Zero; ông ta hiện nguyên hình sau khi phá các dấu phong ấn trên cơ thể do thất bại của hội.
Erik (エリック Erikku) / Cobra (コブラ Kobura)
Lồng tiếng bởi: Imaruoka Atsushi (tiếng Nhật), Jarrod Greene (tiếng Anh)
Cobra là Sát Long Nhân thế hệ thứ hai với những năng lực phát tán độc và thính giác siêu nhạy; cậu là chủ nhân của một con rắn khổng lồ có cánh tên là Cubellios (キュベリオス Kyuberiosu).
Sawyer (ソーヤー Sōyā) / Racer (レーサー Rēsā)
Lồng tiếng bởi: Majima Junji (tiếng Nhật), Jeff Plunk (tiếng Anh)
Cậu là thành viên của Oración Seis dưới mật danh kể trên. Cậu có năng lực làm chậm thời gian quanh mình và tận dụng nó để xuất hiện với tốc độ nhanh hơn mắt thường.
Richard (リチャード Richādo) / Hoteye (ホットアイ Hottoai)
Lồng tiếng bởi: Ichijō Kazuya (tiếng Nhật), Chris Cason (tiếng Anh)
Hoteye là cậu anh trai của Wally Buchanan chuyên ám ảnh với tiền, có thể nhìn xuyên qua các vật thể rắn và làm hóa lỏng mặt đất quanh mình.
Sorano (ソラノ) / Angel (エンジェル Enjeru)
Lồng tiếng bởi: Ōura Fuyuka (tiếng Nhật), Lindsay Seidel (tiếng Anh)
Sorano là cô chị gái của Agria Yukino và là một pháp sư tinh linh ký khế ước với các tinh linh hoàng đạo Song Tử, Bọ Cạp và Bạch Dương; sau khi bị các tinh linh bỏ rơi, cô lấy lại được năng lực triệu hồi các thiên thần.[ch. 365]
Macbeth (マクベス Makubesu) / Midnight (ミッドナイト Middonaito)
Lồng tiếng bởi: Uchiyama Kōki (tiếng Nhật), Micah Solusod (tiếng Anh)
Midnight là một pháp sư thờ ơ có thể làm chệch hướng các đòn phép thuật, bóp méo vật thể và tạo ra các ảo ảnh.

#### Grimoire Heart
Grimoire Heart (悪魔の心臓 Gurimoa Hāto) là hội mạnh nhất trong Liên minh Balam.[ch. 210] Do Hades lãnh đạo,[ch. 215] hội giả định rằng Zeref đang ở trạng thái "ngủ" và định "đánh thức" anh ta, với niềm tin sai lệch rằng anh sẽ đẩy thế giới đến bờ diệt vong, nơi các pháp sư có thể phát triển mạnh còn những người không sử dụng phép thuật—chiếm đến hơn 90% dân số Earth-land—sẽ bị tiêu diệt.[ch. 221] Họ chu du khắp thế giới trên khí cầu và thực hiện vô số hành vi ác độc nhằm tạo ra "những chìa khóa" phục vụ cho mục tiêu của họ,[ch. 102] dẫn đến một trận chiến với Fairy Tail sau khi hội phát hiện ra Zeref trên Đảo Sirius.[ch. 207] Chung cuộc Grimoire Heart giải thể sau khi Zeref lấy mạng Hades và xử hội vì đã làm kích động cơn giận của anh, và vì những hành động của họ đã gián tiếp triệu hồi Acnologia.[ch. 250]
Hội phó của Grimoire Heart là Blue Note Stinger (ブルーノート・スティンガー Burū Nōto Sutingā). Dưới Blue Note là Thất Luyện Ngục (煉獄の七眷属 Rengoku no Nana Kenzoku), tức tổ đội pháp sư ưu tú được Hades đào tạo để sử dụng Phép thuật Thất lạc (失われた魔法 Rosuto Majikku),[ch. 217] những loại phép cổ xưa bị xem là đã thất lạc trong lịch sử do sức mạnh cao cường và cả tác dụng phụ nếu chúng bị lạm dụng.[ch. 40] Bên cạnh nhóm trưởng là Ultear Milkovich và con gái đại diện cho cô là Merudy, các thành viên của Thất Luyện Ngục gồm có Zancrow, Zoldio, Rustyrose, Hikaru Kain và Azuma. Những thành viên khác của Grimoire Heart còn có Kawazu và Yomazu.
Mashima tiết lộ tên của Hikaru Kain nằm trong số những biệt hiệu mà đội nhân sự của anh sở hữu, tên của Rustyrose bắt nguồn từ tên một loại cocktail, còn tên của Azuma dựa trên nam diễn viên truyền hình Mikihisa Azuma; anh tỏ ra "ngạc nhiên" khi chẳng thể nhớ nổi nguồn gốc cái tên của Zancrow.[tập 27:184] Đặc biệt Mashima cố thúc đẩy độ nổi tiếng của Kain Hikaru trước các độc giả trẻ, song lại được cho hay nhân vật bị ghét vì "anh ta không ngầu".[tập 26:187]
Blue Note Stinger (ブルーノート・スティンガー Burū Nōto Sutingā)
Lồng tiếng bởi: Saitō Shirō (tiếng Nhật), Chuck Huber (tiếng Anh)
Blue Note là pháp sư có năng lực tạo ra các trường trọng lực và lỗ đen.
Zancrow (ザンクロウ Zankurō)
Lồng tiếng bởi: Shiratori Tetsu (tiếng Nhật), Ian Ferguson (tiếng Anh)
Zancrow là một Sát Thần sử dụng ngọn lửa thiêng màu đen.[ch. 218]
Zoldio (ゾルディオ Zorudio)
Lồng tiếng bởi: Yasumoto Hiroki (tiếng Nhật), Marcus D. Stimac (tiếng Anh)
Zoldio là một pháp sư hợp nhất với tinh linh Ma Kết. Phép thuật gốc là anh là chỉ huy những nô lệ con người.[ch. 224]
Rustyrose (ラスティローズ Rasutirōzu, also "Rusty Rose")
Lồng tiếng bởi: Horie Kazuma (tiếng Nhật), Justin Locklear (tiếng Anh)
Rustyrose là một pháp sư có thể hiện thực hóa mọi thứ từ trí tưởng tượng của mình.[ch. 222]
Kain Hikaru (華院＝ヒカル Kain Hikaru)
Lồng tiếng bởi: Sugisaki Ryou (tiếng Nhật), Bryan Massey (tiếng Anh)
Kain là một đô vật sumo thi triển loại phép kiểu voodoo tên là ushi no koku mairi.[ch. 226]
Azuma (アズマ)
Lồng tiếng bởi: Shirokuma Hiroshi (tiếng Nhật), Ray Hurd (tiếng Anh)
Azuma là một pháp sư khai thác sức mạnh phép thuật tích lũy trong lòng đất nhờ điều khiển cây cối.[ch. 235]
Kawazu (カワズ Kawazu)
Lồng tiếng bởi: Iguchi Yūichi (tiếng Nhật), Ian Sinclair (tiếng Anh)
Kawazu là một con gà trống hình người bắn ra trứng từ miệng nó.[ch. 211]
Yomazu (ヨマズ Yomazu)
Lồng tiếng bởi: Kageura Daisuke (tiếng Nhật), Matt Thurston (tiếng Anh)
Yomazu là một samurai có hình hài giống chó, thi triển dạng phép thuật phương Đông giống với phép Solid Script của Levy McGarden nhưng bằng kiếm katana.[ch. 211]

#### Tartaros
Tartaros (冥府の門 Tarutarosu) là một hội tập hợp những con quỷ Etherious được triệu hồi từ cuốn sách của Zeref. E.N.D. (tạo vật tối thượng của Zeref và là bản ngã khác của Natsu Dragneel) bị tưởng nhầm là hội trưởng;[ch. 465] thực ra người bí mật chỉ huy hội là Mard Geer Tartaros. Căn cứ của họ nằm trong trụ sở "Cube" (冥界島 Kyūbu) nổi, nó có thể biến thành quái vật Pluto's Grim (冥王獣 Puruto Gurimu) nhờ sức mạnh của Mard Geer.[ch. 382] Mục tiêu của hội là linh hồn E.N.D. khỏi cuốn sách và thảm sát nhân loại bằng cách kích nổ Face - mạng lưới bom xung liên lục của Hội đồng pháp thuật được thiết kế để làm vô hiệu phép thuật của, đồng thời không tác động gì lên năng lực sử dụng lời nguyền (呪法 juhō) của bọn quỷ, tương tự dạng phép thuật thuần túy lấy từ những cảm xúc tiêu cực.[ch. 410] Mard Geer chỉ huy tổ đội ưu tú mang tên Cửu Quỷ Môn (九鬼門 Kyūkimon) dẫn đầu bởi quỷ gia cầm Kyōka. Những Quỷ Môn khác gồm Jackal, Franmalth, Torafuzar, Ezel, Seilah, Keyes, Tempester và Silver Fullbuster. Sau khi Tartaros bị Fairy Tail đánh bại, chung cuộc những con quỷ sống sót cũng tử vong chung với Zeref, do chúng nằm trong phép thuật của hắc pháp sư.[ch. 465]
Mashima chia sẻ rằng Kyōka là nhân vật mà "thật sự [thích thú]", và cô ta sẽ thực hiện "hàng đống hành vi độc ác".[tập 42:184] Tác giả bị bất ngờ trước độ nổi tiếng của Jackal với các độc giả mặc cho nhân vật là "một kẻ khủng khiếp", và nói thêm rằng anh gặp khó khi viết ra "chất giọng vùng Osaka nửa vời" của Jackal.[tập 45:189] Tiểu phần giữa Silver và Gray là thứ mà Mashima đã chốt trước khi Silver xuất hiện, song Mashima buộc phải thay lượng lớn cảnh chiến đấu dự kiến của họ sau khi để ý thấy lỗi thiết kế "nghiêm trọng".[ch. 46:177]
Mard Geer Tartaros (マルド・ギール・タルタロス Marudo Gīru Tarutarosu)
Lồng tiếng bởi: Morikawa Toshiyuki (tiếng Nhật), Vic Mignogna (tiếng Anh)
Mard Geer là chỉ huy của Tartaros. Với mệnh danh "Minh Vương" (冥王 Meiō), anh ta là kẻ nắm giữ cuốn sách của E.N.D, sở hữu sức mạnh gồm tạo ra vô số bụi gai của mâm xôi và những thực vật gây chết người.[ch. 385]
Kyōka (キョウカ)
Lồng tiếng bởi: Kayano Ai (tiếng Nhật), Janelle Lutz (tiếng Anh)
Cô là thủ lĩnh của Cửu Quỷ Môn. Cô ta là một kẻ ác dâm chuyên đi tăng cường sức mạnh của mọi người và tăng độ nhạy cảm với nỗi đau qua lời nguyền của cô.
Silver Fullbuster (シルバー・フルバスター Shirubā Furubasutā)
Lồng tiếng bởi: Tsuda Kenjiro (tiếng Nhật), Matthew Mercer (tiếng Anh)
Ông là thành viên của Cửu Quỷ Môn, người cha đã khuất của Gray Fullbuster và một Sát Quỷ Nhân với phép băng thuật; ông bị đưa vào Quỷ Môn sau khi được Keyes hồi sinh và chọn làm vật chứa dạng người cho Deliora.
Jackal (ジャッカル Jakkaru)
Lồng tiếng bởi: Terashima Takuma (tiếng Nhật), Ricco Fajardo (tiếng Anh)
Y là một thành viên của Cửu Quỷ Môn, có thể kích nổ bất cứ thứ gì mà anh ta chạm vào và có thể thi triển hình dạng người sói.[ch. 360]
Franmalth (フランマルス Furanmarusu)
Lồng tiếng bởi: Aoyama Yutaka (tiếng Nhật), Jeremy Schwartz (tiếng Anh)
Anh là một thành viên của Cửu Quỷ Môn, với hình hài con quỷ khổng lồ một mắt hấp thụ linh hồn của đối phương và sao chép năng lực của họ.
Torafuzar (トラフザー Torafuzā)
Lồng tiếng bởi: Terasoma Masaki (tiếng Nhật), Randy E. Aguebor (tiếng Anh)
Anh là thành viên của Cửu Quỷ Môn, một con thủy quái có thể làm ngập nhiều nơi bằng nước độc và cường hóa cơ thể cứng hơn sắt.[ch. 396-397]
Ezel (エゼル Ezeru)
Lồng tiếng bởi: Tsuchida Hiroshi (tiếng Nhật), Ben Bryant (tiếng Anh)
Anh là một thành viên của Cửu Quỷ Môn, có thể cắt xuyên bất thứ gì với nhiều chi có hình dạng như kiếm.
Seilah (セイラ Seira)
Lồng tiếng bởi: Toyosaki Aki (tiếng Nhật), Michelle Rojas (tiếng Anh)
Cô là một thành viên của Cửu Quỷ Môn, có thể điều khiển cơ thể của đối phương.
Keyes (キース Kīsu)
Lồng tiếng bởi: Nakata Jouji (tiếng Nhật), Doug Jackson (tiếng Anh)
Anh là thành viên của Cửu Quỷ Môn, là một bộ xương chiêu hồn và hồi sinh các thi hài của người đã khuất.
Tempester (テンペスター Tenpesutā)
Lồng tiếng bởi: Mizushima Takahiro (tiếng Nhật), Ian Moore (tiếng Anh)
Anh là thành viên của Cửu Quỷ Môn, một con quỷ cục súc có năng lực thốt ra các từ tượng thanh tạo ra thảm họa tự nhiên.
Lummy (ラミー Ramī)
Lồng tiếng bởi: Asakura Momo (tiếng Nhật), Jill Harris (tiếng Anh)
Cô là một con quỷ dưới vẻ ngoài là nàng thỏ, người vận hành một cơ sở hồi sinh các thành viên đã chết và biến những pháp sư người tân binh thành quỷ, ví dụ như Ziemma và Minerva Orland.

### Acnologia
Lồng tiếng bởi: Toriumi Kōsuke (tiếng Nhật), J. Michael Tatum (tiếng Anh)
Acnologia (アクノロギア Akunorogia) là một trong những phản diện trọng điểm của bộ truyện, được xưng là "Long Vương" (竜の王 Ryū no Ō) vì đã đẩy loài rồng đến bờ vực tuyệt chủng trong sự kiện lịch sử Long Vương Hội (竜王祭 Ryūōsai) của Earth-land.[ch. 301] Dẫu xuất thân là Sát Long Nhân căm ghét loài rồng vì đã tàn sát gia đình anh và những người vô tội khác,[ch. 543] anh đã biến thành một con hắc long bất tử do tác dụng phụ của phép thuật;[ch. 301] dẫu vậy, anh có thể chuyển đổi giữa nhân dạng và dạng "long hóa" theo ý muốn.[ch. 436] Acnologia không sở hữu bất cứ đặc tính nguyên tố nào của Sát Long Nhân, giúp anh miễn nhiễm với mọi phép thuật.[ch. 528] Do bị cơn khát máu chi phối và tự xem mình là bất khả chiến bại, y trở nên khét tiếng trong 4 thế kỷ kế tiếp vì là kẻ báo hiệu sự diệt vong và xem thường mọi dạng sống,[ch. 252] chỉ nói chuyện với những ai mà anh ta thừa nhận là kẻ thù.[ch. 405] Sau khi gần như xóa sổ Đảo Sirius hậu trận chiến của Fairy Tail với Grimoire Heart,[ch. 253] rồi bị mất một cánh tay trong trận chiến sinh tử và sát hại Igneel,[ch. 414] Acnologia tham chiến cuộc đối đầu giữa Ishgal và Đế quốc Alvarez, hòng khiến cho loài rồng tuyệt chủng hoàn toàn bằng cách tiêu diệt những Sát Long Nhân còn sống sót.[ch. 470] Khi y bị Blue Pegasus và Anna Heartfilia dụ vào bẫy "không-thời gian", một chiều không gian trống mà họ định nhốt y trong đó vĩnh viễn,[ch. 530] Acnologia tìm được đường thoát thân và đạt được sức mạnh thần thánh, qua đó tách linh hồn người khỏi cơ thể rồng của y; khi cơ thể y tàn phá Earth-land thì linh hồn kia lại nhốt các Sát Long Nhân khác trong bẫy "không thời gian" cùng y để duy trì sức mạnh.[ch. 540] Sau khi Lucy Heartfilia phong ấn cơ thể anh ta bằng Tiên Cầu, Natsu Dragneel tiêu diệt y bằng cách hủy diệt linh hồn bị bất động kia.[ch. 544] Mashima tỏ ra tiếc nuối vì đã không dành nhiều thời gian hơn để phát triển nhân vật trong manga; anh đã hình dung ra một "bối cảnh sâu sắc hơn" song lại thấy không thể đưa vào truyện theo góc nhìn của các nhân vật chính, và anh hi vọng "có lúc" mình sẽ có cơ hội khám phá điều đó".

### Đế quốc Alvarez
Đế quốc Alvarez (アルバレス帝国 Arubaresu Teikoku, còn gọi là "Albareth") là một quốc gia quân sự hùng mạnh do Zeref, nằm ở lục địa Alakitasia mạn phía tây của Ishgal.[ch. 444] Với tập hợp sức mạnh của 730 hội so với 500 hội của Ishgal,[ch. 439] mục tiêu chính của đế quốc là cưỡng đoạt sức mạnh Trái Tim Tiên Tử của Mavis Vermillion nhằm dùng nó đối đầu với Acnologia.[ch. 445] Những vệ binh riêng của Zeref là nhóm Spriggan 12 (スプリガン12 Supurigan Tuerubu), họ sở hữu sức mạnh vượt qua cả Thánh Pháp Sư tối cao của Ishgal và có sự có mặt của God Serena (Sát Long Nhân 8 nguyên tố).[ch. 440]
Mashima xem nhóm Spriggan 12 là những nhân vật mạnh nhất truyện,[tập 52:185] miêu tả năng lực của họ là "phép thuật gian lận" mà các tác giả khác thường tránh dùng để bảo đảm khuôn khổ cho truyện.[tập 56:189] Trong lúc chốt số lượng thành viên, Mashima phản đối đề xuất của ban biên tập rằng nên sử dụng 5 hoặc 6 thành viên thay vì 12 như tác giả trình bày, với "chút lý do bí mật cho chuyện đó".[tập 52:185] Anh thiết kế Jacob dựa theo một nam diễn viên mà mình "thật sự thích", và phàn nàn rằng vai trò của nhân vật nhỏ hơn so với dự kiến ban đầu của anh.[tập 56:189] Mashima còn nhận xét về độ nổi tiếng của các nhân vật nữ trong nhóm 12, đặc biệt là Brandish, đồng thời xem Jacob là nhân vật mà anh yêu thích.[tập 60:185] Vai trò của Irene ("Mẹ của các Sát Long Nhân") được Mashima xác định "rất lâu" trước khi cô xuất hiện, song anh không đính chính quan hệ của cô với Erza cho đến sau cuộc chạm trán của Irene với Acnologia, và anh lưu ý đây là những lỗ hổng trong truyện.[tập 60:188] Sau khi kết thúc bộ truyện, Mashima chỉ ra Brandish là nhân vật mà anh nhớ vẽ nhất.

## Nhân vật phụ

### Blue Pegasus
Blue Pegasus (青い天馬 Burū Pegasasu) là một trong những hội chính thức của Fiore gồm toàn những nam nhân và nữ nhân hấp dẫn.[ch. 139] Vị hội trưởng là một người đàn ông đảo trang tên là Bob (ボブ Bobu).[ch. 15] Blue Pegasus thường được đại diện bởi thành viên chủ chốt và cừu đen tên là Ichiya Vandalay Kotobuki (一夜＝ヴァンダレイ＝寿 Ichiya-Vandarei-Kotobuki) - một người đàn ông điển trai và mập sử dụng nước hoa phép thuật để tạo ra nhiều tác dụng như siêu sức mạnh và tốc độ siêu phàm.[ch. 139,161,276] Kế đến là Tri-men (トライメンズ Toraimenzu, "Trimens"), một tổ đội pháp sư hoạt ngôn chuyên phục vụ phụ nữ.[ch. 131] Hibiki Lates (ヒビキ・レイティス Hibiki Reitisu) sử dụng phép thuật tương tự phần cứng máy tính có thể lưu trữ và truyền tin tới người khác bằng ngoại cảm;[ch. 139,140] Eve Tearm (イヴ・ティルム Ivu Tirumu) có thể làm phép tạo ra những trận bão tuyết lớn;[ch. 143] còn Ren Akatsuki (レン・アカツキ) là một pháp sư rám nắng có năng lực điều khiển không khí và về sau kết hôn với thành viên nữ Sherry Blendy của Lamia Scale.[ch. 142,421] Ichiya và nhóm Tri-men tham dự Đại hội Pháp thuật cùng hai thành viên nữa: Jenny Realite (ジェニー・リアライト Jenī Riaraito),[ch. 279] một người mẫu có thể sử dụng nhiều dạng phép thuật Takeover gọi là Machina Soul (機械 (Cơ Giới Hồn) Makina Sōru), tức năng lực sao chép các loại máy móc và biến thành những trang phục có chức năng tương tự;[ch. 362] và một sinh vật Exceed tên là Nichiya (ニチヤ) - anh ta vốn là nguyên đội trưởng đội bảo vệ của Extalia và bản thể của Ichiya từ Edolas.[ch. 293] Những thành viên khác của hội còn có Laxus Dreyar và Lôi Thần Tộc, họ tạm thời gia nhập Blue Pegasus trong thời gian Fairy Tail giải thể;[ch. 443] và Karen Lilica (カレン・リリカ Karen Ririka), một pháp sư tinh linh và chủ nhân đầu tiên của Loke; cô bị Sorano của Oración Seis sát hại 3 năm trước khi Loke gặp Lucy Heartfilia.[ch. 73]

### Lamia Scale
Lamia Scale (蛇姫の鱗 Ramia Sukeiru) là một trong những hội pháp sư hợp pháp ở Fiore, với lãnh đạo là một phụ nữ lớn tuổi khó tính tên là Ohba Babasaama (オーバ・バサーマ Ōba Babasāma).[ch. 263] Thành viên tạo dựng tên tuổi cho hội ở vương quốc là thành viên chủ chốt Jura Neekis (ジュラ・ネェキス Jura Neekisu), thuộc nhóm Thập Thánh Pháp Sư có năng lực biến đất thành những cột đá cứng như sát.[ch. 137] Bộ ba pháp sư đào tẩu khỏi hội chống đối Fairy Tail và là tín đồ của Lyon Vastia để theo chân anh trả thủ con quỷ Deliora vì đã sát hại gia đình họ gồm: người phụ nữ ám ảnh với tình yêu Sherry Blendy;[ch. 27] Yuka Suzuki (ユウカ・スズキ Yūka Suzuki), một người đàn ông có lông mày rậm chuyên tạo ra các xung làm vô hiệu phép thuật từ bàn tay;[ch. 32] và Toby Horhorta (トビー・オルオルタ Tobī Oruoruta), một người đàn ông đần độn diện đồ giống chó sở hữu móng vuốt có thể kéo dài và làm đối phương tê liệt.[ch. 33] Trong thời gian Fairy Tail giải thể, Wendy Marvell và Carla tạm thời gia nhập Lamia Scale; rồi Wendy ghép cặp với Sát Thần Sherria Blendy (シェリア・ブレンディ Sheria Burendi) - em họ của Sherry, qua đó họ hợp thành tổ đội Chị em Thiên Không (天空シスターズ Tenkū Shisutāzu).[ch. 420]

#### Lyon Vastia
Lồng tiếng bởi: Kaji Yuki (tiếng Nhật), Jerry Jewell (tiếng Anh)
Lyon Vastia (リオン・バスティア Rion Basutia), phát âm là "Bastia" trong bản anime lồng tiếng Anh, là đối thủ của Gray Fullbuster và đại đệ tử của của Ur. Cậu tập luyện phép Ice Make giống Gray, song lại sử dụng phép biến thể để tạo ra các sinh vật golem "sống" và điều khiển chúng.[ch. 30] Lúc đầu cậu dùng động tác thi triển bằng một tay giúp cho cậu tạo băng nhanh hơn,[ch. 30] song cách này làm cho phép thuật yếu và mất cân bằng hơn.[ch. 41] Lyon căm thù Gray vì cậu bạn là nguyên nhân làm Ur phải hi sinh trong trận chiến với quỷ Deliora, qua đó hủy hoại giấc mơ thời thơ ấu của cậu là vượt qua sư phụ của mình.[ch. 38] Dưới bí danh là "Reitei" (零帝 "Sub-zero Emperor"), Lyon đưa Deliora trở lại Đảo Galuna để giải phong ấn cho con quỷ, định tự mình đánh bại nó và chứng tỏ cậu mạnh hơn Ur.[ch. 29] Sau khi phát hiện ra Deliora đã chết từ lúc nó bị phong ấn,[ch. 43] Lyon quyết định bỏ lại quá khứ để gia nhập Lamia Scale,[ch. 46] trở thành thành viên nòng cốt của hội.[ch. 132] Cậu còn học theo động tác yểm phép bằng hai tay giống Ur và Gray, cũng như thói quen cởi đồ của Gray.[ch. 139] 7 năm sau, Lyon trớ trêu yêu từ cái nhìn đầu tiên với Juvia Lockser, tạo nên mối tình tay ba với cô và Gray;[ch. 256] sau đó cậu nhường tình cảm của Juvia cho Gray sau khi bạn mình bị Ultear Milkovich sát hại rồi hồi sinh.[ch. 335,338] Sau vai trò đầu tiên của nhân vật, Mashima bình phẩm rằng anh thích vẽ Lyon lần nữa sau khi vắng mặt cậu.[tập 16:185]

#### Sherry Blendy
Lồng tiếng bởi: Iguchi Yuka (tiếng Nhật), Trina Nishimura (tiếng Anh)
Sherry Blendy (シェリー・ブレンディ Sherī Burendi), phát âm là "Blendi" trong bản anime lồng tiếng Anh, là một người phụ nữ bị ám ảnh với tình yêu, có tình cảm đơn phương dành cho Lyon Vastia.[ch. 33] Cô còn là chủ nhân của một chú chuột nhắt khổng lồ tên Angelica (アンジェリカ Anjerika).[ch. 27] Phép thuật của Sherry là Hình Nhân Công Kích (人形撃 Ningyōgeki), giúp cô điều khiển các vật thể và sinh vật không phải người, kể cả tinh linh hoàng đạo.[ch. 33] Dù từng làm thành viên của Lamia Scale, cô đã rời hội để theo chân làm tín đồ của Lyon giúp cậu báo thù con quỷ Deliora vì đã sát hại gia đình cô.[ch. 44] Sau đó Sherry cải tà quy chính và tái gia nhập Lamia Scale cùng Lyon,[ch. 132] rồi sau cùng chỉ rời đi lần nữa khi cô đính hôn và cưới thành viên Ren Akatsuki của hội Blue Pegasus.[ch. 357,421]

### Saber Tooth
Saber Tooth (剣咬の虎 Seibā Tūsu, also "Sabertooth") là hội thay thế Fairy Tail trong thời gian 7 năm họ mất tích để trở thành hội mạnh nhất tại Fiore.[ch. 258] Với sự dẫn dắt của hội trưởng Ziemma (ジエンマ Jienma),[ch. 281] đại diện cho hội là 5 pháp sư mạnh nhất và ứng viên hàng đầu cho ngôi vô địch Đại hội Pháp thuật: Minerva Orland, con gái của Ziemma;[ch. 281] đội Song Long (双竜 Sōryū) gồm Sting Eucliffe và Rogue Cheney, những Sát Long Nhân thế hệ thứ ba được rồng nuôi lớn và được cấp ghép khối lacrima vào cơ thể;[ch. 265] Olga Nanagia (オルガ・ナナギア Oruga Nanagia), một Sát Thần tạo ra tia chớp màu đen tương tự Laxus Dreyar;[ch. 273] và Rufus Lore (ルーファス・ロア Rūfasu Roa), một người đàn ông đeo mặt nạ sử dụng phép Tạo Hình Ký Ức (記憶造形, メモリーメイク Memorī Meiku) nhằm tạo ra các phép thuật dựa trên ký ức của mình.[ch. 270] Sau khi Saber Tooth bị Fairy Tail đánh bại ở Đại hội Pháp thuật, Sting thay thế Ziemma làm hội trưởng.[ch. 338] Một năm sau trận chiến với Đế quốc Alvarez, Sorano (chị gái của Yukino và thành viên của Oración Seis) gia nhập Saber Tooth để đoàn tụ với Yukino.

#### Sting Eucliffe
Lồng tiếng bởi: Sakurai Takahiro (tiếng Nhật), Michael Jones (tiếng Anh)
Sting Eucliffe (スティング・ユークリフ Sutingu Yūkurifu), còn gọi là "Bạch Long" Sting (白竜のスティング Hakuryū no Sutingu), là một Sát Long Nhân và thuộc tổ đội Song Long với Rogue Cheney.[ch. 258] Cậu thi triển Bạch Long Sát Thuật (白の滅竜魔法 Haku no Metsuryū Mahō), loại phép giúp cho cậu có năng lực tung ra các đòn đánh bằng ánh sáng thiêng và bắn ra tia laser từ miệng. Cậu còn có thể kích hoạt Long Lực theo ý muốn.[ch. 294,295] Cậu dường như sử dụng phép thuật này để sát hại vệ binh rồng của mình là Weisslogia (バイスロギア Baisurogia) theo lời trăng trối của con rồng, nhằm chứng minh cậu là một Sát Long Nhân "đích thực";[ch. 265] sau này Weisslogia lộ diện vẫn còn sống và sát cánh cùng các vệ binh Sát Long Nhân khác, ông giải thích rằng Sting đã bị cấy những ký ức giả về việc đã sát hại ông để giúp cậu có thêm kinh nghiệm.[ch. 415] Nhằm thực hiện lời thề với cậu bạn Exceed tên Lector (レクター Rekutā), Sting nhắm tới đánh bại Natsu Dragneel và chứng minh cho những người khác thấy rằng cậu đã giết một con rồng.[ch. 295] Trong cặp đấu của họ bên cạnh cặp Rogue và Gajeel Redfox, Sting bị Natsu đánh bại và dành sự tôn trọng mới cho Fairy Tail,[ch. 296] rồi cậu kế nhiệm Ziemma thành hội trưởng Saber Tooth để cải thiện hình ảnh của hội.[ch. 338]

#### Rogue Cheney
Lồng tiếng bởi: Suzumura Kenichi (tiếng Nhật), Garret Storms (tiếng Anh)
Rogue Cheney (ローグ・チェーニ Rōgu Chēni), còn gọi là "Ảnh Long" Rogue (影竜のローグ Eiryū no Rōgu) là đối tác của Sting Eucliffe.[ch. 258] Những kỹ thuật trong Ảnh Long Sát Thuật (影の滅竜魔法 Kage no Metsuryū Mahō) gồm tự biến cậu thành một cái bóng để trở nên vô hình trước đối phương và bắn ra những cái bóng từ miệng.[ch. 294,296] Tương tự Sting, Rogue có thể kích hoạt Long Lực theo ý muốn, và cũng bị cấy ký ức giả về việc sát hại vệ binh rồng Skiadram (スキアドラム Sukiadoramu). Bạn đồng hành của cậu là Frosch (フロッシュ Furosshu), một sinh vật Exceed diện đồ của một con ếch hồng.[ch. 258] Trong thời gian Gajeel Redfox làm thành viên của Phantom Lord, Rogue làm học trò của cậu dưới cái tên Lios (ライオス Raiosu) vì chán ghét tên của chính mình, song lại vỡ mộng khi Gajeel gia nhập Fairy Tail. Sau khi để thua Gajeel ở Đại hội Pháp thuật diễn ra 7 năm về sau, Rogue thừa nhận rằng Saber thiếu tình đồng đội gắn kết như Fairy Tail, và cùng Sting cải thiện hội của họ.[ch. 338]
Trong lúc giải đấu diễn ra, một phiên bản Rogue xuất hiện từ một tương lai giả định nhờ cánh cổng thời gian Nhật Thực bị tha hóa sau khi Frosch bị Gray Fullbuster sát hại ở dòng thời gian của cậu. Rogue "tương lai" kết hợp ảnh thuật với Bạch Long Sát Thuật của Sting (cậu cưỡng đoạt được nó sau khi sát hại bạn mình ở tương lai).[ch. 325] Cậu lừa Hisui E. Fiore bằng cách khuyên cô sử dụng cánh cổng du hành thời gian Nhật Thực làm vũ khí để cứu vương quốc khỏi một cuộc xâm lăng của rồng,[ch. 323] rồi thiết lập cánh cổng để nó đưa 7 con rồng từ sự kiện Long Vương Hội lịch sử tới hiện tại để chống lại Acnologia.[ch. 326,328] Trong khi Rogue ở thời hiện tại hỗ trợ chiến đấu với đám rồng, Rogue chạm trán với Natsu, kết quả là Nhật Thực bị phá hủy, đưa Rogue và đám rồng trở về tuyến thời gian gốc của họ (nhưng không phải lúc trước khi Rogue giúp Natsu đảo ngược tương lai của chính mình bằng cách cảnh báo cậu về số phận của Frosch).[ch. 337]

#### Yukino Agria
Lồng tiếng bởi: Ōura Fuyuka (tiếng Nhật), Mallorie Rodak (tiếng Anh)
Yukino Agria (ユキノ・アグリア Yukino Aguria) là thành viên mới của Saber Tooth, là một pháp sư tinh linh sở hữu các tinh linh hoàng đạoThiên Bình và Ophiuchus.[ch. 280] Cô bị làm nhục rồi tạm thời bị Ziemma trục xuất khỏi hội sau khi để thua Kagura Mikazuchi ở Đại hội Pháp thuật,[ch. 281] song được Sting đưa trở lại hội sau khi kết thúc giải đấu;[ch. 338] trong thời gian ngắn ngủi, Yukino đã nhận chức vụ trung sĩ lâm thời của Dự án Nhật Thực, với hi vọng ngăn chặn vụ chị gái là Sorano bị bắt lúc cô còn bé.[ch. 303] Sau đó Yukino đoàn tụ với Sorano trong trận chiến với Đế quốc Alvarez.

#### Minerva Orland
Lồng tiếng bởi: Inoue Kikuko (tiếng Nhật), Anastasia Muñoz (tiếng Anh)
Minerva Orland (ミネルバ・オーランド Mineruba Ōrando) là con gái Ziemma, từng phải trải qua đợt huấn luyện hà khắc bởi cha mình từ khi còn bé để trở thành pháp sư mạnh nhất Saber Tooth, giúp cô có được trọng lượng tiếng nói tương đương ông ở hội.[ch. 388] Phép Lãnh Thổ (絶対領土 Teritorī) đem đến cho cô khả năng dịch chuyển tức thời và tấn công bất thứ gì trong tầm mắt;[ch. 321] cô còn thi triển một loạt các phép thuật sát thương cao gọi là Thập Bát Chiến Thần Thuật Yakuma (ヤクマ十八闘神魔法 Yakuma Jūhachi Tōjin Mahō).[ch. 312] Cô rời hội Saber Tooth để tìm đường trả thù Erza Scarlet sau khi để thua Erza ở Đại hội Pháp thuật,[ch. 343] sau cùng là nguyên nhân khiến cô được nhận vào hội Tartaros làm một con quỷ tên là Neo-Minerva (ネオ・ミネルバ Neo Mineruba).[ch. 370] Sau khi nhận ra mối thù địch vô nghĩa với Erza, Minerva đã cải tà quy chính và được Sting và Rogue giải cứu, phục hồi hình dạng ban đầu và tái nhập hội Saber Tooth.[ch. 388,416]

### Crime Sorcière
Crime Sorcière (魔女の罪 Kurimu Sorushiēru, tiếng Pháp là "Tội ác của phù thủy") là một hội pháp sư độc lập được lập ra trong lúc Đảo Sirius biến mất. Mục tiêu của hội là tiêu diệt Zeref và trấn áp bất cứ ai có ý sử dụng sức mạnh của anh ta với mục địch xấu. Hội hoạt động dưới sự theo dõi của Hội đồng pháp thuật. Lúc đầu hội gồm 3 thành viên sáng lập—Jellal Fernandes, Ultear Milkovich và Merudy—như để chuộc lỗi cho những hành vi sai trái trong đời họ.[ch. 263] Sau khi chia tay Ultear, hội kết nạp các tín đồ của Brain từ hắc hội Oración Seis.[ch. 339,416] Về sau hội được Hisui E. Fiore ân xá hợp pháp cho những tội ác của họ trong quá khứ hậu trận chiến với Đế quốc Alvarez.[ch. 545]

#### Jellal Fernandes
Lồng tiếng bởi: Namikawa Daisuke (tiếng Nhật), Robert McCollum, Terri Doty (nhí) (tiếng Anh)
Bị một giáo phái tôn sùng Zeref bắt làm nô lệ thi công tại Tháp Thiên Đường nhằm hồi sinh hắc pháp sư, Jellal Fernandes (ジェラール・フェルナンデス Jerāru Ferunandesu) còn bị Ultear Milkovich thao túng để phục vụ Zeref dưới vỏ bọc linh hồn của anh ta,[ch. 102] xúi giục Jellal phản bội cô bạn thời thơ ấu Erza Scarlet và chiếm quyền xây dựng tòa tháp.[ch. 83] Đã có lúc cậu được bổ nhiệm làm thành viên của Hội đồng pháp thuật và đứng trong hàng ngũ Thập Thánh Pháp Sư dưới cái tên Siegrain (ジークレイン Jīkurein), vỏ bọc ảo ảnh của chính cậu.[ch. 1,48,95] Nhờ sử dụng các kỹ thuật làm phép của Thiên Thể Thuật (天体魔法 Tentai Mahō), Jellal có thể tăng tốc độ tới mức siêu việt và tung ra những đòn tấn công mạnh mẽ bằng năng lượng như làm các thiên thạch rơi.[ch. 96] Nhờ giả dạng làm cậu em sinh đôi tốt bụng của Jellal, "Siegrain" lừa các thành viên của Hội đồng khai hỏa Etherion nhắm vào tòa tháp, giúp nó hấp thụ được năng lượng phép thuật của thứ vũ khí kia để hoạt động.[ch. 94] Rồi cậu cố lấy Erza làm vật hi sinh để hồi sinh Zeref, sát hại người bạn của họ là Simon trong trận đấu tay đôi với Natsu Dragneel. Kết cục là cậu bị đánh bại sau khi Natsu hấp thụ năng lượng trú ngụ trong Etherion để đạt trạng thái Long Lực, và Jellal suýt nữa mất mạng sau khi tòa tháp bị phá hủy.[ch. 97-101] Sau đấy cậu được Oración Seis phát hiện còn sống và hồi sinh để phục hắc hội ấy, song lại bị mất trí nhớ và sốc khi biết những hành vi sai trái của mình trong quá khứ từ Erza.[ch. 136,145] Mặc cho sát cánh cùng Fairy Tail đối đầu với hội Seis để chuộc tội, Jellal bị Hội đồng bắt và giam giữ.[ch. 162] Sau cùng cậu lấy lại ký ức rồi được Ultear và Merudy, họ cùng nhau chuộc tội bằng cách lập nên Crime Sorcière.[ch. 263] Sau đó khi làm hòa với Erza, cô bày tỏ tình cảm với cậu và được cậu đáp lại. Tuy nhiên Jellal quyết định không muốn tạo dựng tình cảm yêu đương với cô vì cậu tin rằng mình không xứng với Erza do những tội lỗi trong quá khứ. Chung cuộc cậu được Hisui ân xá cho những hành vi đào tẩu của mình. Mashima Hiro sáng tạo ra Jellal như để "tự giễu nhại" bộ truyện trước của anh là Rave Master, xây dựng ngoại hình nhân vật dựa theo Sieg Hart.[tập 3:afterword]

#### Ultear Milkovich
Lồng tiếng bởi: Sawashiro Miyuki, Ogino Seirō (Zalty) (tiếng Nhật), Lydia Mackay, Kara Edwards (nhí), Mark Stoddard (Zalty) (tiếng Anh)
Từ lúc còn nhỏ, Ultear Milkovich (ウルティア・ミルコビッチ Urutia Mirukobitchi, đặt tên theo "giọt lệ của Ur") bị mẹ mình là Ur đưa đến một cơ sở nghiên cứu phép thuật. Cô là đối tượng của những thí nghiệm phi đạo đức và cho rằng Ur đã bỏ rơi cô, mà không hay biết rằng mẹ cô tưởng cô đã chết.[ch. 46,241] Ultear hợp lực với hội Grimoire Heart để điều chỉnh phép thuật của cô bằng sức mạnh của Zeref, với mục đích du hành về quá khứ và trả thù Ur.[ch. 240] Sau cùng Ultear trở nên khét tiếng với cương vị thủ lĩnh trong tổ đội Thất Luyện Ngục và nhận nuôi Merudy. Nhằm phục vụ kế hoạch của Grimoire Heart, cô thao túng Jellal Fernandes để cậu trở thành thuộc hạ của hắc pháp sư, giả vờ trung thành với cậu để họ trà trộn làm thành viên của Hội đồng pháp thuật.[ch. 46] Sau đó, Ultear và Merudy bắt được Zeref trên Đảo Sirius, và hai người cố tìm cách chạy trốn cùng hắc pháp sư.[ch. 239] Sau đấy Ultear biết được sự thật về mẹ mình trong cuộc đấu tay đôi với Gray Fullbuster, và cậu khuyên cô hỗ trợ Fairy Tail đánh bại hội trưởng Hades của hội cô và rời Grimoire Heart với Merudy.[ch. 241,248,250] 7 năm sau, khi Rogue Cheney từ tương lai sử dụng Nhật Thực để tổ chức một cuộc tấn công của rồng, Ultear có ý định trừ khử Rogue hiện tại. Tuy nhiên, cô lại chọn thi triển phép thuật cấm là Last Ages (ラストエイジス Rasuto Eijisu), làm đảo ngược thời gian và giúp các đồng minh của cô nhìn trước các cử động của bầy rồng trong thời khắc quan trọng, giúp nhiều pháp sư tránh khỏi cái chết.[ch. 333-335] Phép thuật cũng làm cho Ultear nhanh chóng biến thành một bà lão, rồi cô rời bỏ Jellal và Merudy khi làm họ tưởng rằng cô đã thiệt mạng trong vụ tấn công.[ch. 339]

#### Merudy
Lồng tiếng bởi: Gotō Saori (tiếng Nhật), Bryn Apprill (tiếng Anh)
Sau khi sống sót trong sự kiện quê hương bị hủy diệt rồi được Ultear Milkovich nhận nuôi, Merudy (メルディ Merudi), phát âm là "Meldy" ở bản anime lồng tiếng Anh, trở thành thành viên thuộc đội Thất Luyện Ngục của hội Grimoire Heart.[ch. 230] Cô sử dụng phép thuật thất lạc mang tên Vòng Cung Cảm Giác (マギルティ＝センス Magiruti-Sensu) nhằm đồng bộ các giác quan và cảm xúc cơ thể của hai người trở lên,[ch. 229,230] còn phép Tia Sáng Cảm Giác (マギルティ＝ソドム Magiruti-Sodomu) của cô là tạo ra những lưỡi kiếm ánh sáng nhằm trực tiếp vào cảm giác đau đớn của đối phương.[ch. 225] Cô cùng hội Grimoire Heart săn đuổi các thành viên của Fairy Tail trên Đảo Sirius, chọn Gray Fullbuster là mục tiêu chính do cho rằng cậu là nguyên làm tổn thương Ultear vì cái chết của Ur.[ch. 228] Sau khi cuộc đấu tay đôi với Juvia Lockser bất phân thắng bại, Merudy dọa tự sát để khiến Gray chết chung nhờ liên kết cảm giác, song Juvia đã thuyết phục cô sống tiếp vì Ultear.[ch. 230] Sau đó Merudy biết được Ultear đã tiếp tay phá hủy quê hương cô từ đồng đội Zancrow,[ch. 242] Sau khi giải cứu Ultear khỏi ý định tự vẫn, Merudy cùng cô ấy rời Grimoire Heart.[ch. 250] Mashima thiết kế Merudy trở thành người yếu nhất của Thất Luyện Ngục, và ngạc nhiên khi thấy nhân vật trở nên "cực kỳ nổi tiếng" trước các độc giả trẻ đọc bộ truyện.[tập 26:afterword] Anh viết rằng tên nhân vật "chỉ chợt nảy ra trong đầu mình"; sau đó anh nhận ra rằng cái tên Merudy trùng với tên một nhân vật "từ một game nhập vai cũ mà anh từng chơi".[tập 27:extra]

### Mermaid Heel
Mermaid Heel (人魚の踵 Māmeido Hīru) là một hội chính thức gồm toàn thành viên nữ ở Fiore. Các thành viên của hội gồm: kiếm sĩ Kagura Mikazuchi;[ch. 267] cô nàng yêu mèo Millianna (ミリアーナ Miriāna) từng kết bạn với Erza Scarlet lúc họ còn làm nô lệ ở Tháp Thiên Đường và có thể tạo ra những sợi dây phép làm vô hiệu phép thuật của đối phương;[ch. 76] Araña Webb (アラーニャ・ウェブ Arānya Webu), một pháp sư có năng lực tạo mạng nhện từ tay;[ch. 273] Lisley Law (リズリー・ロー Rizurī Rō), một người phụ nữ mập có thể điều chỉnh trọng lượng và khối lượng cơ thể nhờ sử dụng phép thuật;[ch. 276] và Beth Vanderwood (ベス・バンダーウッド Besu Bandāuddo), một cô gái nông thôn sở hữu phép thuật giúp cô làm mọc rau và trái câu từ mặt đất và chiến đấu cùng chúng.[ch. 370]

#### Kagura Mikazuchi
Lồng tiếng bởi: Hayami Saori (tiếng Nhật), Jenny Ledel (tiếng Anh)
Kagura Mikazuchi (カグラ・ミカヅチ) là pháp sư mạnh nhất của hội Mermaid Heel.[ch. 280] Lúc còn nhỏ, Kagura được Erza Scarlet giải cứu trong một cuộc đột kích vào Làng Rosemary (ローズマリーィ村 Rōzumarī Mura), do một nhóm tín đồ của Zeref gây ra; chúng bắt cóc không chỉ Erza mà còn cả anh trai cô là Simon để làm nô lệ tại Tháp Thiên Đường.[ch. 314] Cô cực kỳ căm thù Jellal Fernandes vì đã sát hại Simon, và thế sẽ giết Jellal để trả thù cho anh trai;[ch. 314] cô rèn thanh kiếm katana Archenemy (不倶戴天 Fugutaiten) với mục đích duy nhất là ám sát anh ta, vì nó có thể tạo sóng xung kích đủ mạnh để hủy diệt một vùng đất.[ch. 315] Kagura còn có thể điều khiển trọng lực của một khu vực nhờ sử dụng phép Thay Đổi Trọng Lực (重力変化 Jūryoku Henka).[ch. 280] Trong trận chiến với Đế quốc Alvarez, Kagura gác lại một hận thù với Jellal và cứu anh khỏi chết đuối.[ch. 481]

#### Millianna
Lồng tiếng bởi: Fujii Yukiyo (tiếng Nhật), Alexis Tipton (tiếng Anh)
Millianna (ミリアーナ Miriāna) là một cô nàng yêu mèo sử dụng sợi dây để vô hiệu phép thuật của các pháp sư khác.[ch. 76] Cô gia nhập Mermaid Heel để trả thù Jellal và nâng cao kỹ năng phép thuật của mình.[ch. 282]

## Nhân vật khác

### Vương quốc Fiore
Vương quốc Fiore (フィオーレ王国 Fiōre Ōkoku) là một quốc gia ở Ishgal được chọn làm bối cảnh chính của Fairy Tail. Vị quốc vương là Toma E. Fiore (トーマ・E・フィオーレ Tōma Ī Fiōre), ông còn hoạt động ẩn danh dưới cái tên "Mato" (マトーくん Matō-kun), linh vật bí ngô của giải đấu Đại hội Pháp thuật được tổ chức thường niên tại vương quốc.[ch. 325] Con gái của Toma, Công chúa Hisui E. Fiore (ヒスイ・E・フィオーレ Hisui Ī Fiōre, hisui (翡翠) nghĩa là ngọc thạch) là người bí mật tổ chức "Kế hoạch Nhật Thực", và cần phải sử dụng cánh cổng du hành thời gian Nhật Thực của Zeref để đi ngược về quá khứ và giết anh ở trạng thái người phàm.[ch. 302] Tham gia vào kế hoạch của Hisui là Arcadios (アルカディオス Arukadiosu), đội trưởng đội Thánh Hiệp Sĩ Hoa Anh Đào của vương quốc, và ông công khai giả làm chủ mưu của dự án nhằm bảo vệ Hisui; bộ trưởng bộ quốc phòng Darton (ダートン Dāton) là người phản đối kế hoạch vì lo ngại hệ quả của việc can thiệp vào dòng thời gian. Phục vụ cho vương quốc còn có Kỵ Lang Đoàn (餓狼騎士団 Garō Kishidan), một đơn vị pháp sư chuyên hành quyết những tù nhân bị kết án và gửi tới ngục tối mê cung của thành phố. Những mẫu thiết kế Hisui và Kỵ Lang Đoàn (vắng thủ lĩnh của họ) được độc giả gửi cho nhà xuất bản, thuộc khuôn khổ cuộc thi thiết kế nhân vật trong cuốn sách Chotto Moorimashita, với mẫu thiết kế Hisui giành thắng cuộc.[tập 37:197] Sau trận chiến của Fairy Tail với Đế quốc Alvarez, Hisui kế nhiệm Toma thành quốc vương của Fiore.

### Hội đồng pháp thuật
Hội đồng pháp thuật (魔法評議院 Mahō Hyōgiin) là một tổ chức quản lý các hội pháp sư hợp pháp ở Ishgal.[ch. 2] Với chủ tịch đầu tiên là Crawford Theme (クロフォード・シーム Kurofōdo Shīmu), các thành viên của hội đồng không khoan nhượng với các chiến thuật phá hoại tài sản của Fairy Tail, bất chấp vai trò của họ là xử lý tội phạm và quái vật đe dọa đến nền hòa bình của đất nước.[ch. 1] Những thành viên của hội đồng gồm có Jellal Fernandes và Ultear Milkovich, hai thành viên trẻ nhất hội đồng.[ch. 1] Một thành viên hội đồng nữa tên là Yajima (ヤジマ), người bạn lâu năm của Makarov Dreyar chuyên bào chữa cho Fairy Tail.[ch. 69] Những thành viên khác gồm có Org (オーグ Ōgu), Michello (ミケロ Mikero), Leiji (レイジ Reiji), và Belno (ベルノ Beruno). Sau khi Jellal và Ultear làm ô danh hội đồng khi lừa họ sử dụng siêu vũ khí Etherion để kích hoạt Tháp Thiên Đường,[ch. 79] hội đồng được cải tổ dưới quyền chủ tịch Grand Doma (グラン・ドマ Guran Doma) nhằm siết chặt chế độ quản lý các hội hơn nữa.[ch. 200] Các thành viên của hội mới cải tổ gồm Lahar (ラハール Rahāru),[ch. 223] sĩ quan chỉ huy một trong đơn vị giám sát Rune Knight,[ch. 162] và Mest Gryder hoạt động dưới mật danh Doranbalt.[ch. 223] 7 năm sau, Crawford phản bội hội đồng và báo cho Tartaros về Face, một mạng lưới bom xung xuyên lục địa được thiết kế để loại trừ mọi phép thuật tại Fiore.[ch. 363] Tartaros ám sát phần lớn các thành viên hội đồng đương nhiệm và đã từ nhiệm, ba người trong số họ vô tình là những người giám sát Face; Crawford bị sát hại sau thay thế Jellal làm con dấu bắt buộc cuối cùng. Những người lấp đầy ghế trống trong hội đồng là Thập Thánh Pháp Sư, Makarov Dreyar và God Serena, gồm pháp sư ma cà rồng kiêm chủ tịch Draculos Hyberion (ドラキュロス・ハイベリオン Dorakyurosu Haiberion); Wolfheim (ウルフヘイム Urufuheimu), một người đàn ông nhỏ bé biến thành một con quái vật khổng lồ song vụng về; Warrod Sequen và Jura Neekis. Các thành viên của Fairy Tail gồm Gajeel Redfox, Panther Lily và Levy McGarden cũng tham gia làm sĩ quan giám sát của hội đồng trong thời gian hội của họ bị tạm thời giải thể.

### Tinh linh hoàng đạo
Tinh linh hoàng đạo (星霊 seirei) là những sinh vật ký khế ước với các pháp sư tinh linh để họ triệu hồi chúng nhờ sử dụng các chìa khóa phép, gọi là "Khóa Cổng" để chiến đấu và thực hiện những nhiệm vụ khác. Quản lý họ là một tinh linh toàn năng gọi là Tinh Linh Vương (星霊王 Seireiō); mỗi tinh linh được đặt tên theo và dựa theo một trong số 88 chòm sao hiện đại. Chúng là những sinh vật bất tử và sở hữu nhiều năng lực và sức mạnh phép thuật, song sẽ mất đi sức mạnh nếu chúng ở ngoài vương quốc của mình trong một khoảng thời gian dài, dẫn tới chúng bị tử vong.[ch. 72-74]
Nhiều tinh linh được triệu hồi nhờ sử dụng các chìa khóa bạc mua ở cửa hàng,[ch. 4] trong đó gồm Nikora (ニコラ Nikora), một giống tinh linh "chó" được các pháp sư tinh linh lấy làm thú nuôi;[ch. 4] Lucy giữ một con Nikora và đặt tên cho nó là Plue (プルー Purū), nó có ngoại hình giống hệt nhân vật cùng tên từ tác phẩm trước của Mashima Hiro là Rave Master. Ngoài ra còn có 12 Khóa Cổng dùng để triệu hồi nhiều tinh linh mạnh hơn dựa trên các chòm sao hoàng đạo,[ch. 4] kể cả Sư Tử, dạng thật của Loke. Bảo Bình (アクエリアス Akueriasu) là một nàng tiên cá lạnh lùng sử dụng một cái bình để phóng ra những dòng nước khổng lồ vào đối phương.[ch. 1] Kim Ngưu (タウロス Taurosu) là một con nhân ngưu biến thái cầm một chiếc rìu hai lưỡi khổng lồ và có sức mạnh siêu phàm.[ch. 4] Cự Giải (キャンサー Kyansā) là một thợ cắt tóc hình người với 6 càng mọc ra từ lưng.[ch. 8] Xử Nữ (バルゴ Barugo) là một người phụ nữ khổ dâm diện đồ như hầu gái có thể đào hố một cách thần tốc.[ch. 17] Nhân Mã (サジタリウス Sajitariusu) là một người đàn ông cao lớn mặc đồ ngựa và sở hữu kĩ năng bắn cung siêu phàm.[ch. 62] Bạch Dương (アリエス Ariesu) là một thiếu nữ e thẹn với cặp sừng cừu trên đầu, có thể tạo ra những đám mây len để khuất phục đối phương.[ch. 172] Song Tử (ジェミニ Jemini) là cặp tinh linh nhí song sinh bắt chước ngoại hình và năng lực của đối phương,[ch. 133] và còn có thể đọc suy nghĩ của họ.[ch. 143] Bọ Cạp (スコーピオン Sukōpion) là một người đàn ông mang khẩu pháo có đuôi hình bọ cạp tạo ra những trận lốc cát.[ch. 172] Ma Kết (カプリコーン Kapurikōn) là một con dê hình người và võ sĩ diện đồ như một quản gia.[ch. 248] Song Ngư (ピスケス Pisukesu) là một cặp cá mẹ và cá con đực cùng nhau tấn công đối phương,[ch. 280] và có thể biến thành dạng người.[ch. 310] Thiên Bình (ライブラ Raibura) là một vũ công múa bụng có thể điều khiển trọng lực nhờ sử dụng một cặp cân.[ch. 280] Một tinh linh nữa tên là Ophiuchus (オフィウクス Ofiukusu), sở hữu hình con rắn cơ khí khổng lồ và được xem là tinh linh hoàng đạo "thứ 13".[ch. 280]

### Edolas
Edolas (エドラス Edorasu) là một vũ trụ song song tồn tại biệt lập so với Earth-land (vũ trụ được chọn làm bối cảnh của Fairy Tail). Cư dân của nơi này là những bản thể tương ứng với các cư dân ở Earth-land, mỗi người có tính cách hoặc đặc điểm đối lập như tuổi tác và chủng loài.[ch. 170,176] Đây còn là quê hương của một số nhân vật trong bộ truyện, gồm Mystogan (bản thể của Jellal Fernandes), các sinh vật Exceed như Happy và Carla. Trái ngược với Earth-land, phép thuật là tài nguyên hạn chế ở Edolas và con người không thể sử dụng chúng tự nhiên, thay vào đó họ sử dụng các vật phẩm kết hợp tinh thể lacrima được yểm phép thuật;[ch. 172] tương tự, các pháp sư của Earth-land chỉ có thể thi triển phép thuật ở Edolas sau khi uống viên thuốc mà Mystogan đưa cho họ.[ch. 180]
Người cai trị vương quốc là Vua Faust (ファウスト Fausuto), cha của Mystogan,[ch. 190] ông ta nạp thêm phép thuật cho thế giới của mình nhờ sử dụng các cánh cổng anima (アニマ anima) liên chiều hấp thụ sức mạnh phép thuật từ Earth-land và biến nó thành tinh thể lacrima.[ch. 169] Phiên bản Fairy Tail ở Edolas là một hắc hội do Faust ban bố lệnh trừ khử các hội pháp sư. Những thành viên của hội gồm Natsu Dragion (ナツ・ドラギオン Natsu Doragion), bản thể nhút nhát của Natsu Dragneel và chuyên gia phương tiên của hội;[ch. 174] Lucy Ashley (ルーシィ・アシュレイ Rūshii Ashurei), bản thể trẻ con và đáng sợ của Lucy Heartfilia; Gray Sorloge (グレイ・ソルージュ Gurei Sorūju), một phiên bản Gray Fullbuster bận đồ kín mít và có tình cảm đơn phương với bản thể của Juvia Lockser; và một bản thể thiếu niên của Wendy Marvell.[ch. 170] Họ bị quân đội hoàng gia Edolas săn đuổi, chúng gồm Panther Lily, chỉ huy quân đoàn số một; chỉ huy quân đoàn số hai tên Erza Nightwalker (エルザ・ナイトウォーカー Eruza Naitowōkā), bản thể máu lạnh của Erza Scarlet cầm một ngọn giáo biến hình dựa trên thanh kiếm Mười Điều Răn của Haru Glory từ bộ truyện Rave Master;[ch. 180] chỉ huy quân đoàn số 3 là Hughes (ヒューズ Hyūzu), kẻ cầm một chiếc dùi cui điều khiển những điểm tham quan trong công viên giải trí trong nhà;[ch. 182] chỉ quân đoàn số 4 Sugar Boy (シュガーボーイ Shugā Bōi), chủ nhân thành kiếm có thể biến bất cứ thứ gì thành chất lỏng;[ch. 182] tham mưu trưởng Byro (バイロ Bairo) mang theo nhiều lọ thuốc phép;[ch. 184] và Coco (ココ Koko), cô bé phụ tá đi chân trần của Byro.[ch. 171] Sau khi các pháp sư của Earth-land ngăn được Faust gây ra tội ác diệt chủng loài Exceed nhờ sử dụng một khối lacrima khổng lồ được tạo nên từ các cư dân của Magnolia, cụ thể là một con mecha hình rồng khổng lồ tên Doroma Anim (ドロマ・アニム Doroma Animu) mà nhà vua điều khiển,[ch. 190] Mystogan phục dựng thành phố và đảo ngược các tác dụng của anima để hoàn trả mọi loại phép thuật bị đánh cắp, làm cạn kiệt nguồn cung của Edolas vĩnh viễn.[ch. 198]

#### Exceed
Exceed (エクシード Ekushīdo) là một chủng loài sinh vật giống mèo nhưng lại đi đứng như người từ Edolas do Nữ vương Chagot (シャゴット Shagotto) cai trị - bà sở hữu năng lực thấu thị. Cư trú trên một hòn đảo nổi gọi là Extalia (エクスタリア Ekusutaria), họ là những cư dân duy nhất của Edolas có thể thi triển phép thuật một cách tự nhiên, chẳng hạn như tạo cánh và bay bằng phép Aera. Nhờ đó mà họ được nhân loại ở Edolas xem là thiên thần, còn Chagot được tôn sùng thành một vị thánh có quyền phán xét nhân loại.[ch. 176] Đa số cư dân Exceed căm ghét nhân loại, trục xuất bất kì Exceed nào có thiện cảm với họ hoặc bỏ ngoài tai mệnh lệnh của nữ vương.[ch. 185] Dẫu vậy, thực ra họ mới là chủng loài yếu thế với lịch sử bị con người ngược đãi, và việc được tôn làm thần thánh nằm trong kế hoạch của triều đại Chagot nhằm bảo vệ các cư dân Exceed.[ch. 188] Trước khi chào đời, những quả trứng chứa Happy và Carla được gửi đến Earth-land cùng 98 đứa bé Exceed chưa chào đời khác với nguyên do là để chúng săn lùng và tiêu diệt Sát Long Nhân,[ch. 176] song về sau được tiết lộ là một màn kịch dựng nên sau khi Chagot thấu thị thấy kết cục của Extalia là bị hủy diệt do Edolas mất hết phép thuật.[ch. 198] Toàn bộ chủng tộc Exceed được chuyển  tới Earth-land sau Mystogan đảo ngược cánh cổng anima của Edolas; họ nhận ra mình đã sai lầm khi phán xét loài người, nên quyết định chung sống hòa bình với họ, đồng thời tìm kiếm những đứa bé Exceed bị thất lạc.[ch. 197-198]

### Khác

#### Igneel
Lồng tiếng bởi: Shibata Hidekatsu (tiếng Nhật), Bob Magruder (2011–2014), Jim White (2015–19) (tiếng Anh)
Igneel (イグニール Igunīru), hay Hỏa Long Vương (炎竜王 Enryūō), là một con rồng và cha nuôi của Natsu Dragneel. Ông nuôi dưỡng Natsu từ nhỏ, dạy cậu học tiếng, văn hóa và năng lực sử dụng Hỏa Sát Long Thuật.[ch. 2] Khi Natsu chứng kiến Igneel mất tích vào ngày 7 tháng 7 năm X777, cậu bắt đi tìm kiếm con rồng.[ch. 1,66] Cuộc tìm kiếm đã tạo cho cậu cơ hội gặp các Sát Long Nhân khác và biết họ có chung ngày các vệ binh rồng bị mất tích. 14 năm sau, khi Acnologia tham chiến giữa Fairy Tail và Tartaros, Igneel được tiết lộ đã trú ngụ trong cơ thể Natsu bấy lâu nay sau khi tự phong ấn mình,[ch. 400] cũng như các cặp rồng-Sát Long Nhân khác, nhằm cùng đạt được 3 mục đích: ngăn đám trẻ bị "long hóa" do tác dụng phụ của Sát Long Thuật, chờ đợi thời cơ để đích thân tiêu diệt Acnologia sau khi các  Sát Long Nhân được cấy phép hoàn chỉnh,[ch. 414] và kéo dài sinh mệnh của chính họ sau khi đánh mất linh hồn vào tay Acnologia.[ch. 415] Tuy nhiên, Igneel bị Acnologia sát hại dã man và để lại sứ mệnh tiêu diệt Acnologia cho các Sát Long Nhân trẻ. Ông còn truyền lại "Chuyển thể Hỏa Long Vương" cho Natsu Dragneel sau khi mất.[ch. 414,415]

#### Ur
Lồng tiếng bởi: Sawashiro Miyuki (tiếng Nhật), Kira Vincent-Davis (tiếng Anh)
Ur (ウル Uru) là mẹ của Ultear Milkovich, đồng thời là sư phụ của Gray Fullbuster và Lyon Vastia. Cô là một pháp sư Tạo hình băng thuật (Ice Make) nổi tiếng, được cho là xứng đáng đứng vào hàng ngũ Thập Thánh Pháp Sư.[ch. 46] Trước khi gặp Gray và Lyon, Ur đem cô con gái nhỏ bị bệnh hiểm nghèo tới một cơ sở nghiên cứu phép thuật để cứu mạng cô bé, song sau đó được báo rằng Ultear đã tử vọng trong lúc các bác sĩ bí mật tiến hành những thí nghiệm vô nhân đạo lên người cô bé.[ch. 241] Sau đó cô nhận Lyon và Gray làm học trò để vượt qua nỗi đau mất con. Khi Gray cố tìm cách tiêu diệt Etherious Deliora, Ur hi sinh bản thân để cứu mạng cậu bằng thi triển phép thuật cấm Iced Shell (絶対氷結 Aisudo Sheru, văn bản tiếng Nhật dịch là "Đóng băng tuyệt đối"), biến cơ thể cô thành băng vĩnh cửu và đóng băng con quỷ vĩnh viễn. Cô vẫn còn sống trong hình dạng này cho đến Lyon làm khối băng tan chảy bằng phép thuật Moon Drip để giải thoát cho Deliora, cơ bản là cô đã mất mạng sau khi băng tan trôi theo dòng nước ra biển. Sau này, Ultear ngã xuống nước trong cuộc đấu tay đôi với Gray, làm cô nhìn thấy những ký ức của mẹ mình. Cô nhận ra sự thật về những chuyện đã xảy ra tại cơ sở nghiên cứu và biết được Ur không hề bỏ rơi cô như cô nghĩ.[ch. 241]

#### Jude Heartfilia
Lồng tiếng bởi: Ginga Banjō (tiếng Nhật), Bill Jenkins (tiếng Anh)
Là một nhà tài phiệt kinh doanh giàu có và là chủ tịch của tập đoàn Heartfilia danh tiếng, Jude Heartfilia (ジュード・ハートフィリア Jūdo Hātofiria) là cha ruột của Lucy Heartfilia. Giống như Lucy, tên ông dựa trên một bài hát của Beatles - lần này là bài "Hey Jude". Sau khi Layla mất, quan hệ của Jude và Lucy bị rạn nứt, cuối cùng làm Lucy chạy trốn khỏi nhà.[ch. 50] Nhiều năm sau, Jude thuê hội Phantom Lord mang cô về nhà để kế nghiệp gia đình. Tuy nhiên, những hành động của ông vô tình dẫn tới Fairy Tail phải tham chiến để bảo vệ cô, rồi khiến Lucy cắt đứt quan hệ cha con với mình.[ch. 67] Không lâu sau, Jude phá sản và bị mất hết tài sản, khiến ông phải đi làm ở một hội thương nghiệp và hàn gắn quan hệ với Lucy.[ch. 130] Ông mất ngay trước khi Lucy trở về sau 7 năm cô mất tích, song kịp bày tỏ tình yêu và lòng tin vào niềm hạnh phúc của con gái mình bằng cách để lại số tiền ông dành dụm để trả thuê nhà cho cô trong 7 năm cùng những món quà sinh nhật.[ch. 258]

#### Anna Heartfilia
Lồng tiếng bởi: Endō Aya (tiếng Nhật), Cherami Leigh (tiếng Anh)

### MangaFairy Tail
Toàn bộ truyện
- Mashima, Hiro, dịch và chuyển thể bởi William Flanagan. Fairy Tail. 63 tập. New York City: Del Rey Manga/Kodansha USA, 2008–2018.
- Mashima, Hiro. フェアリーテイル [Fairy Tail] (tiếng Nhật). 63 tập. Tokyo: Kodansha, 2006–2017.

Tập lẻ
1. Tập 1 (ch. 1–4): Tháng 12 năm 2006 (tiếng Nhật). ISBN 978-4-06-363771-7. Tháng 3 năm 2008 (bằng tiếng Anh). ISBN 978-0-345-50133-2.
2. Tập 2 (ch. 5–13): Tháng 1 năm 2007 (tiếng Nhật). ISBN 978-4-06-363782-3. Tháng 3 năm 2008 (bằng tiếng Anh). ISBN 978-0-345-50330-5.
3. Tập 3 (ch. 14–22): Tháng 3 năm 2007 (tiếng Nhật). ISBN 978-4-06-363810-3. Tháng 6 năm 2008 (bằng tiếng Anh). ISBN 978-0-345-50556-9.
4. Tập 4 (ch. 23–30): Tháng 5 năm 2007 (bằng tiếng Nhật). ISBN 978-4-06-363832-5. Tháng 9 năm 2008 (bằng tiếng Anh). ISBN 978-0-345-50557-6.
5. Tập 5 (ch. 31–39): Tháng 7 năm 2007 (bằng tiếng Nhật). ISBN 978-4-06-363857-8. Tháng 1 năm 2009 (bằng tiếng Anh). ISBN 978-0-345-50558-3.
6. Tập 6 (ch. 40–48): Tháng 9 năm 2007 (bằng tiếng Nhật). ISBN 978-4-06-363890-5. Tháng 4 năm 2009 (bằng tiếng Anh). ISBN 978-0-345-50681-8.
7. Tập 7 (ch. 49–56): Tháng 11 năm 2007 (bằng tiếng Nhật). ISBN 978-4-06-363914-8. Tháng 7 năm 2009 (bằng tiếng Anh). ISBN 978-0-345-51039-6.
8. Tập 8 (ch. 57–65): Tháng 1 năm 2008 (bằng tiếng Nhật). ISBN 978-4-06-363940-7. Tháng 10 năm 2009 (bằng tiếng Anh). ISBN 978-0-345-51040-2.
9. Tập 9 (ch. 66–74): Tháng 3 năm 2008 (bằng tiếng Nhật). ISBN 978-4-06-363965-0. Tháng 12 năm 2009 (tiếng Anh). ISBN 978-0-345-51233-8.
10. Tập 10 (ch. 75–82): Tháng 5 năm 2008 (bằng tiếng Nhật). ISBN 978-4-06-363986-5. Tháng 3 năm 2010 (tiếng Anh). ISBN 978-0-345-51457-8.
11. Tập 11 (ch. 83–91): Tháng 8 năm 2008 (bằng tiếng Nhật). ISBN 978-4-06-384023-0. Tháng 6 năm 2010 (tiếng Anh). ISBN 978-0-345-51992-4.
12. Tập 12 (ch. 92–100): Tháng 10 năm 2008 (bằng tiếng Nhật). ISBN 978-4-06-384050-6. Tháng 9 năm 2010 (tiếng Anh). ISBN 978-0-345-51993-1.
13. Tập 13 (ch. 101–109): Tháng 12 năm 2008 (bằng tiếng Nhật). ISBN 978-4-06-384075-9. Tháng 5 năm 2011 (tiếng Anh). ISBN 978-1-935429-32-6.
14. Tập 14 (ch. 110–118): Tháng 3 năm 2009 (bằng tiếng Nhật). ISBN 978-4-06-384098-8. Tháng 7 năm 2011 (tiếng Anh). ISBN 978-1-935429-33-3.
15. Tập 15 (ch. 119–126): Tháng 5 năm 2009 (bằng tiếng Nhật). ISBN 978-4-06-384136-7. Tháng 9 năm 2011 (tiếng Anh). ISBN 978-1-935429-34-0
16. Tập 16 (ch. 127–134): Tháng 7 năm 2009 (bằng tiếng Nhật). ISBN 978-4-06-384158-9. Tháng 11 năm 2011 (tiếng Anh). ISBN 978-1-935429-35-7.
17. Tập 17 (ch. 135–143): Tháng 9 năm 2009 (bằng tiếng Nhật). ISBN 978-4-06-384185-5. Tháng 1 năm 2012 (tiếng Anh). ISBN 978-1-61262-054-1.
18. Tập 18 (ch. 144–152): Tháng 11 năm 2009 (bằng tiếng Nhật). ISBN 978-4-06-384211-1. Tháng 3 năm 2012 (tiếng Anh). ISBN 978-1-61262-055-8.
19. Tập 19 (ch. 153–160): Tháng 1 năm 2010 (bằng tiếng Nhật). ISBN 978-4-06-384233-3. Tháng 5 năm 2012 (tiếng Anh). ISBN 978-1-61262-056-5.
20. Tập 20 (ch. 161–169): Tháng 3 năm 2010 (bằng tiếng Nhật). ISBN 978-4-06-384266-1. Tháng 7 năm 2012 (tiếng Anh). ISBN 978-1-61262-057-2.
21. Tập 21 (ch. 170–178): Tháng 5 năm 2010 (bằng tiếng Nhật). ISBN 978-4-06-384296-8. Tháng 9 năm 2012 (tiếng Anh). ISBN 978-1-61262-058-9.
22. Tập 22 (ch. 179–187): Tháng 8 năm 2010 (bằng tiếng Nhật). ISBN 978-4-06-384346-0. Tháng 11 năm 2012 (tiếng Anh). ISBN 978-1-61262-059-6.
23. Tập 23 (ch. 188–196): Tháng 10 năm 2010 (bằng tiếng Nhật). ISBN 978-4-06-384379-8. Tháng 1 năm 2013 (tiếng Anh). ISBN 978-1-61262-060-2.
24. Tập 24 (ch. 197–204): Tháng 12 năm 2010 (bằng tiếng Nhật). ISBN 978-4-06-384416-0. Tháng 3 năm 2013 (tiếng Anh). ISBN 978-1-61262-266-8.
25. Tập 25 (ch. 205–213): Tháng 2 năm 2011 (bằng tiếng Nhật). ISBN 978-4-06-384442-9. Tháng 4 năm 2013 (tiếng Anh). ISBN 978-1-61262-267-5.
26. Tập 26 (ch. 214–222): Tháng 4 năm 2011 (bằng tiếng Nhật). ISBN 978-4-06-384473-3. Tháng 5 năm 2013 (tiếng Anh). ISBN 978-1-61262-268-2.
27. Tập 27 (ch. 223–230): Tháng 6 năm 2011 (bằng tiếng Nhật). ISBN 978-4-06-384502-0. Tháng 6 năm 2013 (tiếng Anh). ISBN 978-1-61262-269-9.
28. Tập 28 (ch. 231–239): Tháng 8 năm 2011 (bằng tiếng Nhật). ISBN 978-4-06-384533-4. Tháng 7 năm 2013 (tiếng Anh). ISBN 978-1-61262-270-5.
29. Tập 29 (ch. 240–248): Tháng 10 năm 2011 (bằng tiếng Nhật). ISBN 978-4-06-384563-1. Tháng 8 năm 2013 (tiếng Anh). ISBN 978-1-61262-406-8.
30. Tập 30 (ch. 249–257): Tháng 12 năm 2011 (bằng tiếng Nhật). ISBN 978-4-06-384597-6. Tháng 9 năm 2013 (tiếng Anh). ISBN 978-1-61262-407-5.
31. Tập 31 (ch. 258–266): Tháng 2 năm 2012 (bằng tiếng Nhật). ISBN 978-4-06-384628-7. Tháng 10 năm 2013 (tiếng Anh). ISBN 978-1-61262-408-2.
32. Tập 32 (ch. 267–274): Tháng 4 năm 2012 (bằng tiếng Nhật). ISBN 978-4-06-384654-6. Tháng 11 năm 2013 (tiếng Anh). ISBN 978-1-61262-409-9.
33. Tập 33 (ch. 275–282): Tháng 6 năm 2012 (bằng tiếng Nhật). ISBN 978-4-06-384686-7. Tháng 12 năm 2013 (tiếng Anh). ISBN 978-1-61262-410-5.
34. Tập 34 (ch. 283–291): Tháng 8 năm 2012 (bằng tiếng Nhật). ISBN 978-4-06-384719-2. Tháng 1 năm 2014 (tiếng Anh). ISBN 978-1-61262-411-2.
35. Tập 35 (ch. 292–299): Tháng 11 năm 2012 (bằng tiếng Nhật). ISBN 978-4-06-384765-9. Tháng 2 năm 2014 (tiếng Anh). ISBN 978-1-61262-412-9.
36. Tập 36 (ch. 300–308): Tháng 2 năm 2013 (bằng tiếng Nhật). ISBN 978-4-06-384810-6. Tháng 3 năm 2014 (tiếng Anh). ISBN 978-1-61262-432-7.
37. Tập 37 (ch. 309–317): Tháng 4 năm 2013 (bằng tiếng Nhật). ISBN 978-4-06-384845-8. Tháng 4 năm 2014 (tiếng Anh). ISBN 978-1-61262-433-4.
38. Tập 38 (ch. 318–325): Tháng 6 năm 2013 (bằng tiếng Nhật). ISBN 978-4-06-384876-2. Tháng 5 năm 2014 (tiếng Anh). ISBN 978-1-61262-434-1.
39. Tập 39 (ch. 326–335): Tháng 8 năm 2013 (bằng tiếng Nhật). ISBN 978-4-06-394908-7. Tháng 6 năm 2014 (tiếng Anh). ISBN 978-1-61262-435-8.
40. Tập 40 (ch. 336–344): Tháng 10 năm 2013 (bằng tiếng Nhật). ISBN 978-4-06-394941-4. Tháng 7 năm 2014 (tiếng Anh). ISBN 978-1-61262-417-4.
41. Tập 41 (ch. 345–353): Tháng 12 năm 2013 (bằng tiếng Nhật). ISBN 978-4-06-394982-7. Tháng 8 năm 2014 (tiếng Anh). ISBN 978-1-61262-437-2.
42. Tập 42 (ch. 354–361): Tháng 3 năm 2014 (bằng tiếng Nhật). ISBN 978-4-06-395009-0. Tháng 9 năm 2014 (tiếng Anh). ISBN 978-1-61262-561-4.
43. Tập 43 (ch. 362–369): Tháng 5 năm 2014 (bằng tiếng Nhật). ISBN 978-4-06-395077-9. Tháng 10 năm 2014 (tiếng Anh). ISBN 978-1-61262-562-1.
44. Tập 44 (ch. 370–378): Tháng 7 năm 2014 (bằng tiếng Nhật). ISBN 978-4-06-395124-0. Tháng 11 năm 2014 (tiếng Anh). ISBN 978-1-61262-563-8.
45. Tập 45 (ch. 379–386): Tháng 9 năm 2014 (bằng tiếng Nhật). ISBN 978-4-06-395186-8. Tháng 12 năm 2014 (tiếng Anh). ISBN 978-1-61262-564-5.
46. Tập 46 (ch. 387–394): Tháng 11 năm 2014 (bằng tiếng Nhật). ISBN 978-4-06-395241-4. Tháng 1 năm 2015 (tiếng Anh). ISBN 978-1-61262-797-7.
47. Tập 47 (ch. 395–403): Tháng 1 năm 2015 (bằng tiếng Nhật). ISBN 978-40-6395-287-2. Tháng 3 năm 2015 (tiếng Anh). ISBN 978-1-61262-798-4.
48. Tập 48 (ch. 404–412): Tháng 3 năm 2015 (bằng tiếng Nhật). ISBN 978-4-06-395343-5. Tháng 5 năm 2015 (tiếng Anh). ISBN 978-1-61-262819-6.
49. Tập 49 (ch. 413–420): Tháng 5 năm 2015 (bằng tiếng Nhật). ISBN 978-4-06-395406-7. Tháng 7 năm 2015 (tiếng Anh). ISBN 978-1-61-262985-8.
50. Tập 50 (ch. 421–429): Tháng 7 năm 2015 (bằng tiếng Nhật). ISBN 978-4-06-395435-7. Tháng 9 năm 2015 (tiếng Anh). ISBN 978-1-61-262986-5.
51. Tập 51 (ch. 430–438): Tháng 9 năm 2015 (bằng tiếng Nhật). ISBN 978-4-06-395489-0. Tháng 11 năm 2015 (tiếng Anh). ISBN 978-1-63-236114-1.
52. Tập 52 (ch. 439–446): Tháng 11 năm 2015 (bằng tiếng Nhật). ISBN 978-4-06-395538-5. Tháng 1 năm 2016 (tiếng Anh). ISBN 978-1-63-236115-8.
53. Tập 53 (ch. 447–455): Tháng 1 năm 2016 (bằng tiếng Nhật). ISBN 978-4-06-395577-4. Tháng 4 năm 2016 (tiếng Anh). ISBN 978-1-63-236126-4.
54. Tập 54 (ch. 456–464): Tháng 3 năm 2016 (bằng tiếng Nhật). ISBN 978-4-06-395626-9. Tháng 6 năm 2016 (tiếng Anh). ISBN 978-1-63-236215-5.
55. Tập 55 (ch. 465–473): Tháng 5 năm 2016 (bằng tiếng Nhật). ISBN 978-4-06-395675-7. Tháng 8 năm 2015 (tiếng Anh). ISBN 978-1-63-236262-9.
56. Tập 56 (ch. 474–482): Tháng 7 năm 2016 (bằng tiếng Nhật). ISBN 978-4-06-395715-0. Tháng 9 năm 2016 (tiếng Anh). ISBN 978-1-63-236290-2.
57. Tập 57 (ch. 483–491): Tháng 9 năm 2016 (bằng tiếng Nhật). ISBN 978-4-06-395761-7. Tháng 11 năm 2016 (tiếng Anh). ISBN 978-1-63-236291-9.
58. Tập 58 (ch. 492–500): Tháng 11 năm 2016 (bằng tiếng Nhật). ISBN 978-4-06-395804-1. Tháng 2 năm 2017 (tiếng Anh). ISBN 978-1-63-236334-3.
59. Tập 59 (ch. 501–509): Tháng 12 năm 2016 (bằng tiếng Nhật). ISBN 978-4-06-395831-7. Tháng 3 năm 2017 (tiếng Anh). ISBN 978-1-63-236335-0.
60. Tập 60 (ch. 510–518): Tháng 3 năm 2017 (bằng tiếng Nhật). ISBN 978-4-06-395897-3. Tháng 5 năm 2017 (tiếng Anh). ISBN 978-1-63-236336-7.
61. Tập 61 (ch. 519–527): Tháng 5 năm 2017 (bằng tiếng Nhật). ISBN 978-4-06-395945-1. Tháng 7 năm 2017 (tiếng Anh). ISBN 978-1-63-236430-2.
62. Tập 62 (ch. 528–536): Tháng 9 năm 2017 (bằng tiếng Nhật). ISBN 978-4-06-510034-9. Tháng 11 năm 2017 (tiếng Anh). ISBN 978-1-63-236475-3.
63. Tập 63 (ch. 537–545): Tháng 12 năm 2017 (bằng tiếng Nhật). ISBN 978-1-63-236476-0. Tháng 1 năm 2018 (tiếng Anh). ISBN 978-1-63-236476-0.